# ダウンタウンなう
『ダウンタウンなう』（英称: Downtown Now）は、フジテレビ系列で2015年（平成27年）4月17日から2021年（令和3年）3月19日まで放送されていたトークバラエティ番組。司会を務めていたダウンタウンの冠番組だった。
2021年4月2日からは、これまで番組の特別編として放送してきた『人志松本の酒のツマミになる話』（ひとしまつもとのさけのつまみになるはなし）が後番組としてレギュラー化し、松本人志単独の冠番組かつ『人志松本のすべらない話』のスピンオフ番組となった。
ステレオ放送、文字多重放送（「本音でハシゴ酒」以降）を実施している。

## 概要
開始当初の放送時間は毎週金曜日 19:57 - 20:54 (JST)。前番組の『してみるテレビ!教訓のススメ』に引き続きダウンタウンが司会を務め、当初は「ほぼ生放送」をコンセプトとしていたが、後期には「本音でハシゴ酒」がメイン企画となった。
2017年1月27日（2017年初放送）からは放送時間を従前より118分繰り下げ、毎週金曜日 21:55 - 22:52（JST）で放送、これに伴い、当番組の移動で19:57 - 21:49に移動した直前番組『金曜プレミアム』との接続は、21:49に移動した『ユアタイム クイック・あすの天気』を挟んでのジャンクション・ステブレ入りに変更した（地方局は、ローカルニュースを放送）。フジテレビ系列の金曜22時台がレギュラー放送のバラエティ番組枠になるのは、2008年4月 - 2009年2月放送の『一攫千金!日本ルー列島』以来約8年ぶり。2017年10月13日には21:00 - 23:22（JST）に2時間半の拡大版が放送された。
2020年ごろから新型コロナウイルスの感染拡大に伴い「本音でハシゴ酒」のロケ・収録が困難となり、総集編や特別編「人志松本の酒のツマミになる話」の放送頻度が増加。2021年4月2日からは「酒のツマミになる話」を独立番組化させることとなった。後継番組は松本人志の単独番組となり、これまで番組に出演してきた浜田雅功と坂上忍が降板。最終回はエンディングで「ほぼ生放送」時代の映像をワンシーンだけ映した後「本音でハシゴ酒」時代の複数の回の映像をバックに「6年間続いた『ダウンタウンなう』は今夜でお開き」とした上で、これまで500人以上のゲストが「本音でハシゴ酒」に出演した事を説明すると共に「コロナ禍が明けた暁には再び「本音でハシゴ酒」ができるように」という旨のナレーションで締めくくった。
これに伴い、1991年12月スタートの『ダウンタウンのごっつええ感じ』以降、番組や放送枠を変えながら29年4か月にわたって続いてきたフジテレビのゴールデンタイム・プライムタイムでのダウンタウンメインのバラエティ番組が消滅することとなった。1989年4月から1993年3月までは『森田一義アワー 笑っていいとも!』に出演しており、フジテレビの番組には32年間コンビでレギュラー出演していた。なお、「人志松本の酒のツマミになる話」はレギュラー化において、同枠は放送時間は3分繰り下げ・縮小し、毎週金曜日 21:58 - 22:52（JST）となった。なお、『人志松本のすべらない話』のスピンオフ番組がレギュラー放送されるのは2012年3月終了の『人志松本の○○な話』以来9年ぶりとなる。2022年1月21日には21:30 - 23:07（JST）に『人志松本の酒のツマミになる話』としては初の1時間半の拡大版が放送された。

## 番組内容の変遷
「ほぼ生放送」（番組開始 - 8月14日、9月11日）
「ちょっと変わった人生」を歩んできた人から「他では聞けない話」を聞き出す「ほぼ生放送」による番組構成。司会のダウンタウンが生放送（※遅延送出システム）にレギュラー出演するのは『生生生生ダウンタウン』（TBS系列）以来22年ぶりの事である。フジテレビが金曜20時台に生放送を行うのは、バラエティ番組『ウォンテッド!!13人の金曜日』以来約17年ぶりとなる。この番組スタイルを放送開始当初は売りにしていたが、2015年9月11日放送分を最後に打ち切られた。
「本音でハシゴ酒」（2015年8月28日、10月9日 - 2021年1月22日）
事前に収録済のものを放送している。司会のダウンタウンとナビゲーター兼進行役の坂上忍、同行する飲み仲間役の女性タレントを、各分野の「お客様」がロケ地周辺の居酒屋などの飲食店で出迎え、実際に料理と一緒にお酒を飲みながら悩み・秘話・裏話・暴露話などをトークする企画。「ハシゴ酒」のタイトル通り、複数店を回るが、同じエリア内で違う店舗を2～3軒回りながら一度に収録するため、収録終盤になると浜田・松本や坂上の顔が真っ赤になっていることも珍しくない。なお本編収録前に坂上が店舗を下見しおすすめのメニューを試食する映像が番組内で放映されている。字幕放送対応（浜田の声は黄色、松本の声は緑色、坂上の声は水色）。
2015年8月28日放送分で、前番組『してみるテレビ!教訓のススメ』最終回に放送された『坂上忍プレゼンツ 真っ昼間からハシゴ酒のススメ』をベースとした、番組初の収録による「お悩みハシゴ酒」を坂上忍プレゼン企画第2弾として放送したところ、番組初の二桁視聴率（11.2％。ビデオリサーチ調べ、関東地区・世帯・リアルタイム）を記録するなど反響が大きかったことを理由に、10月9日以降は番組を収録放送にリニューアルし、「本音でハシゴ酒」として正式にシリーズ化され、ナンバリング上で第1回目は2015年3月20日と定められた。異なる番組内のコーナーが引き継がれるのは異例である。
「本音でハシゴ酒」がメイン企画となって以降、ゲスト出演者から聞きだした本音やメディアなどで噂されている暴露話などが、スポーツ新聞やネットニュース等で記事の出典として頻繁に扱われる。
2015年8月28日放送分に出演した清原和博（元プロ野球選手）に対し、浜田が単刀直入に薬物の使用疑惑について質問して清原が強く否定する会話が放送された。その後、2016年2月に清原が覚醒剤所持容疑で逮捕された際に、改めてこの場面がマスコミで取り上げられた。
2018年5月4日放送の回が番組最高視聴率12.8％を記録した。
2020年4月10日放送分からは、新型コロナウイルスの影響により、フジテレビ内のスタジオで収録を行なった。以後、傑作選・リモート収録・感染対策を施した上でのスタジオ収録などを経て、末期は都内の飲食店を借り切って収録を行っていた（感染対策のため、店舗を移動するシーンは省略されている）。後述のリニューアルもあり、最終的に2021年1月22日放送分が本企画の事実上の最終回となった。
「人志松本の酒のツマミになる話」（2020年8月21日 - 現在）
正式名称は、ダウンタウンなう特別編「人志松本の酒のツマミになる話」。
『人志松本のすべらない話』のフォーマットを踏襲して始まった企画。開始当初は「本音でハシゴ酒」と並行する形での不定期放送だった。2021年4月からは、後番組として単独番組となる。出演者はメインMCの松本、松本の両サイドの席はコンビ芸人で、松本の左側(下手)の芸人が進行役（松本は、この両サイドの席を「助さん格さん席」と呼び、全幅の信頼を置いている）、ゲストが4人の計7人（2回目から4回目まではゲストが5人の計8人）。浜田は出演しない。
“酒のツマミになるような話なら何をしゃべってもOK”という緩いルールのもと、芸人・タレント・アイドル・アーティストから俳優・女優・文化人・アナウンサーに至るまで様々なジャンルのゲストが出演。収録前に楽屋で自身が好きなお酒を数杯飲み、収録中でもお酒を飲みながらほろ酔い気分で酒の席が盛り上がる本音トークを繰り広げる。
本家『すべらない話』のセットを使用しているが、中央に飾っている松本の肖像画がほろ酔いの表情でTシャツ姿になっていたり、肖像画の下に置かれた写真には『ダウンタウンのごっつええ感じ』のコントセットや『一人ごっつ』の大仏のセット写真を白黒加工したものが飾られていたり、黒いサイコロではなく、本来サイコロを振るエリアの淵が7等分されてゲストの名前が書かれており（1回目から4回目までは8等分。1回目は星印があり、そこに止まったら松本の指名やゲストの立候補で決定、2回目から4回目はゲストが5人のため）、松本がサイコロを振るエリアで特製のビアボトルを回し、止まった注ぎ口の先を指したゲストからトークのきっかけとなるお題を決め、そこから話を膨らませていく。また、新型コロナウイルス感染防止対策としてプレーヤーの間にアクリル板が設置されている（出演者の詳細は当該項目を確認のこと）。

## 出演者
「人志松本の酒のツマミになる話」メインMC
- 松本人志（ダウンタウン）

「人志松本の酒のツマミになる話」進行
以下の4組が1組ずつ、原則2週交代での出演。
- 千鳥（大悟・ノブ）
  - 川島明（麒麟）（第83・84回）、吉村崇（平成ノブシコブシ）（第87・88回） - ノブの代打として出演。
- アンタッチャブル（柴田英嗣・山崎弘也）
- フットボールアワー（岩尾望・後藤輝基）
- さまぁ〜ず（大竹一樹・三村マサカズ）（第8・9・21・22・40・41・90・91・128・129回）
- ケンドーコバヤシ（第28・29・157回）
- 陣内智則（第28・29回）
- かまいたち（濱家隆一・山内健司）（第85・86・99・100・110・111・118・119回）
- ダイアン（津田篤宏・ユースケ）（第159・160回）

「人志松本の酒のツマミになる話」ナレーター
- 山﨑夕貴（フジテレビアナウンサー）

### 過去の出演者
「ほぼ生放送」「本音でハシゴ酒」メインMC
- ダウンタウン（浜田雅功・松本人志）

「ほぼ生放送」進行
- 山﨑夕貴（フジテレビアナウンサー）※「ほぼ生放送」から「本音でハシゴ酒」になっても不定期に出演している。

「ほぼ生放送」主なパネラー
- テリー伊藤
- ヒロミ
- 博多大吉

「ほぼ生放送」ナレーター
- 石坂浩二（2015年4月17日 - 2015年8月7日、9月14日）
- 二又一成（2015年8月14日）

「本音でハシゴ酒」ナビゲーター兼MC
- 坂上忍[注 7] - 『本音でハシゴ酒』に出演。『ほぼ生放送』にも何度か出演している。

「本音でハシゴ酒」ナレーター
- 石坂浩二（2015年8月28日 - 2016年8月26日、2020年4月3日）
- 二又一成（2016年1月29日）
- 森昌子（2016年9月9日 - 2019年6月28日）
- 生野陽子（フジテレビアナウンサー）（2020年2月7日）
- 山﨑夕貴（フジテレビアナウンサー）（2020年2月14日、2月21日）
- 島田彩夏（フジテレビアナウンサー）（2020年2月28日、4月10日 - 5月15日）
- 井戸田潤（2020年3月6日）
- 佐藤仁美（2019年7月5日 - 2020年1月31日、3月13日 - 3月27日）

「本音でハシゴ酒」歴代飲み仲間（2015年 - 2020年）
- 高橋メアリージュン
- 峯岸みなみ
- 若槻千夏
- 小島瑠璃子
- ホラン千秋
- おのののか
- 川田裕美
- 滝沢カレン
- マギー
- MEGUMI
- 足立梨花
- 福田彩乃
- 朝比奈彩
- 南明奈
- 横澤夏子
- 紅蘭
- 浅田舞
- 岡井千聖
- 菊地亜美
- 青山テルマ
- 磯山さやか
- 中村静香
- 三田友梨佳（フジテレビアナウンサー）
- 神田愛花
- 鈴木紗理奈
- 田中みな実
- 夏菜
- ファーストサマーウイカ
- 山﨑夕貴（フジテレビアナウンサー）

## スタッフ（2023年11月以降）
- ナレーター／若本規夫、山﨑夕貴（フジテレビアナウンサー、番組開始 - 2023年6月30日、2025年4月4日 -）
- 構成／高須光聖、酒井健作、さだ、ビル坂恵、長谷川優
- TP／児玉洋
- TD／高瀬義美
- SW／小川利行（以前はCAM）
- CAM／木俣希
- VE／高橋正直
- AUD／加瀬悦史
- 照明／甲斐則行
- 編集／吉田裕樹
- MA／足達健太郎
- 音響効果／高津浩史
- 美術制作／棈木陽次
- アートコーディネーター（2018年3月まで美術進行）／林勇、三上貴子
- 美術デザイン／鈴木賢太
- 大道具／松本達也
- アクリル装飾／谷口航平
- 電飾／白鳥雄一
- 装飾／百瀬貴弥
- アートフレーム／石井智之
- 生花装飾／荒川直史
- メイク／山田かつら
- CGプロデュース／久保田幸
- CGディレクター／鈴木鉄平
- CGデザイン／杉原有紀
- CG制作／Ricefield Inc.
- CG技術／遠山健太郎、中山陽介
- 技術協力／ニユーテレス、fmt、マルチバックス、デジデリック、東京オフラインセンター、ENO STUDIO、casinodrive
- 広報／北村桃子
- デスク／藤田冴子
- 制作協力／吉本興業
- リサーチ／スコープ
- TK／松下絵里
- FD／内田葵
- AP／八木未果子、岡田怜子
- 制作P／青木広美、安部公代
- ディレクター／住田崇、渡辺恭三、麻生裕久、武田直也、佐藤野枝、松本泰治、冨田直伸、米田唯一、久保光史、飯沼慶治郎、城山海周（米田・久保・飯沼→共に以前はFD）
- プロデューサー／池田拓也（2021年7月16日-）、宮下森資
- 総合演出／日置祐貴（2019年7月12日-）
- チーフプロデューサー／萬匠祐基（2022年4月1日-、2021年7月16日-2022年3月26日はプロデューサー）
- 制作／フジテレビ編成制作局制作センター第二制作室（旧バラエティ制作センター→バラエティ制作部→制作局第二制作センター→編成局制作センター第二制作室）
- 制作著作／フジテレビ

### 過去のスタッフ
- 制作統括／中嶋優一（2019年7月26日-2020年9月、以前はチーフプロデューサー）
- ナレータ―／石坂浩二、森昌子、佐藤仁美、二又一成、生野陽子、島田彩夏（フジテレビアナウンサー）、井戸田潤、ホラン千秋（2023年11月10日 - 2025年3月14日）
- 構成／岐部昌幸、海老克哉
- SW／河西純
- 照明／北澤正樹
- 編集／榎本祐紀
- 音響効果／田中寿一、多田思央美
- 美術デザイン／永井達也
- 大道具／丸野彰久、佐藤貴志
- アクリル装飾／堀内重彰
- 電飾／枝茂孝
- 装飾／門間誠
- メイク／Office MAKISE
- スタイリスト／利光英治郎
- 技術協力／IMAGICA、J-WORKS
- イラスト／奈々子、山里將樹
- リサーチ／フリード、ビスポ
- TK／水越理恵、海老澤廉子
- 広報／瀧澤航一郎、瀬田裕幸、斎藤千可子、太田真紀子、木場晴香、山本美沙（山本→途中から）
- デスク／吉岡沙織、榎本かすみ
- AP／島田源太郎
- 制作P／桐谷太一（桐谷→途中から）
- FD／渡辺恭平、林奈実
- 制作進行／足立宰
- ディレクター／阿部裕一郎、黒澤寛、福司龍太、玉野鼓太郎、藤原麻衣
- 総合演出／田村優介（以前はディレクター）
- プロデューサー／松本祐紀、西村宗範、橋本英司（橋本→2019年7月26日-2021年6月）
- チーフプロデューサー／蜜谷浩弥（2019年7月26日-2020年10月2日、以前は総合演出→プロデューサー）、矢﨑裕明（2020年10月16日-2022年3月26日）

## 放送リスト
※()内は『ダウンタウンなう』からの通算放送回数。

### 「ほぼ生放送」時代
| 第1回(1)   | 4月17日 | かつて刑務所に入っていたオンナたち                                 | 山﨑夕貴(進行)、坂上忍、壇蜜、テリー伊藤、ヒロミ、八木亜希子 |                                  |
| 第2回(2)   | 4月24日 | かつて警察官だったオンナたち                                       | 山﨑夕貴(進行)、島崎和歌子、テリー伊藤、博多大吉(博多華丸・大吉)、ヒロミ |                                  |
| 第3回(3)   | 5月1日  | 美容整形外科医に生質問                                             | 山﨑夕貴(進行)、坂上忍、ヒロミ、テリー伊藤、ホラン千秋、ヴァニラ |                                  |
| 第4回(4)   | 5月15日 | 自衛隊の裏側！日本を守るオンナたちに生質問                         | 山﨑夕貴(進行)、川田裕美、坂上忍、テリー伊藤、ヒロミ |                                  |
| 第5回(5)   | 5月22日 | 金！浮気！失踪！依頼殺到の探偵たちに生質問                         | 山﨑夕貴(進行)、テリー伊藤、博多大吉(博多華丸・大吉)、ハリセンボン、ヒロミ |                                  |
| 第6回(6)   | 5月29日 | リアル半沢直樹！？バンカーたちに聞く銀行の裏側                     | 山﨑夕貴(進行)、テリー伊藤、坂上忍、ヒロミ、光浦靖子 |                                  |
| 第7回(7)   | 6月5日  | 脱税は許さない！国税局査察部 元マルサな男たち                      | 山﨑夕貴(進行)、テリー伊藤、ヒロミ、博多大吉(博多華丸・大吉)、東国原英夫 |                                  |
| 第8回(8)   | 6月19日 | もし今、首都直下地震が起きたらどうなるのか！？                     | 山﨑夕貴(進行)、博多大吉(博多華丸・大吉)、ヒロミ |                                  |
| 第9回(9)   | 6月26日 | 覚せい剤！危険ドラッグ!伝説の麻薬取締官が衝撃告白！！              | 山﨑夕貴(進行)、坂上忍、高橋真麻、テリー伊藤 |                                  |
| 第10回(10) | 7月10日 | がんを克服した芸能人                                               | 山﨑夕貴(進行)、坂上忍、平愛梨、テリー伊藤/麻木久仁子、鳥越俊太郎、原千晶、吉井怜 |                                  |
| 第11回(11) | 7月17日 | HERO木村拓哉参戦！被害者の味方できるのは検事しかいないっしょSP     | 山﨑夕貴(進行)、木村拓哉、坂上忍、指原莉乃(HKT48)、博多大吉(博多華丸・大吉)、ヒロミ | 2時間スペシャル（19:00 - 20:54） |
| 第12回(12) | 7月31日 | オトコなの？オンナなの？オネエなの？な人たち                       | 山﨑夕貴(進行)、テリー伊藤、ヒロミ、黒沢かずこ(森三中) |                                  |
| 第13回(13) | 8月7日  | 又吉じゃない方の芥川賞作家＆宝くじに複数当たった人たち大解剖       | 山﨑夕貴(進行)、坂上忍、高畑淳子 |                                  |
| 第14回(14) | 8月14日 | 強盗！詐欺！詐欺!覚せい剤！ 刑務所に入っていた人たちに禁断の質問SP | 山﨑夕貴(進行)、西川史子、博多大吉(博多華丸・大吉)、ヒロミ | 2時間スペシャル（19:00 - 20:54） |
| 第15回(16) | 9月11日 | こじらせている人大集合！                                           | 山﨑夕貴(進行)、坂上忍、博多大吉(博多華丸・大吉)、平愛梨、猪瀬直樹、インリン・オブ・ジョイトイ、内田裕也、金田朋子、笑福亭笑瓶、脊山麻理子、夏木ゆたか、川原ひろし(なんでんかんでん社長)、パッパラー河合、板東英二、ピスタチオ、百田尚樹 | 2時間スペシャル（19:00 - 20:54） |

### 「本音でハシゴ酒」時代
| 第1回     | 3月20日  | 北区赤羽                              | 山﨑夕貴（進行）、指原莉乃、高橋ジョージ                                                                                     | 『してみるテレビ!教訓のススメ』最終回2時間SP内のコーナー「坂上忍プレゼンツ 真っ昼間からのハシゴ酒のススメ」 |
| 第2回(15) | 8月28日  | 三軒茶屋                              | B21スペシャル（ヒロミ・ミスターちん・デビット伊東）、加護亜依（元モーニング娘。）、清原和博、ウエンツ瑛士、上西小百合        | 企画名は「お悩みハシゴ酒」2時間スペシャル(本編1時間35分)                                                    |
| 第3回(17) | 10月9日  | 下北沢                                | ビッグダディ＆美奈子、柴田英嗣（アンタッチャブル）、中島知子（元オセロ）、千葉真一、ウエンツ瑛士＆JOY                        | 2時間スペシャル(本編1時間36分)                                                                              |
| 第4回(18) | 10月16日 | 麻布十番                              | 朝青龍、千原ジュニア（千原兄弟）                                                                                             | ヒロミプレゼンツ、通常回57分(本編48分)                                                                      |
| 第5回(19) | 11月6日  | 西荻窪                                | 諸星和己＆山本淳一、綾小路きみまろ、大野いと＆川栄李奈＆柳ゆり菜、ロッチ、コロコロチキチキペッパーズ                         | 2時間スペシャル(本編1時間35分)                                                                              |
| 第6回(20) | 11月13日 | 本音でハシゴ酒 大傑作選（未公開含む） | 坂上忍、ヒロミ、中島知子（元オセロ）、加護亜依、柴田英嗣（アンタッチャブル）、朝青龍、高橋ジョージ、指原莉乃、綾小路きみまろ | 総集編 |
| 第7回(21) | 11月20日 | 浅草                                  | 萩本欽一 | 企画名は「最後の晩餐」                                                                                      |
| 第8回(22) | 11月27日 | 浅草                                  | 高畑裕太＆渡辺裕太、大久保佳代子（オアシズ）＆平田敦子、髙田延彦＆赤井英和＆亀田大毅                                         | |
| 第9回(23) | 12月4日  | 月島                                  | 小林麻耶、KABA.ちゃん、品川庄司                                                                                              | |

| 第10回(24) | 1月8日   | 麻布十番                               | 志村けん、ローラ、中田翔、市川猿之助 (4代目) | 2時間スペシャル(本編1時間35分) |
| 第11回(25) | 1月15日  | 月島                                   | ダチョウ倶楽部、MAX、蛭子能収 |                                |
| 第12回(26) | 1月29日  | 新橋                                   | 上原浩治、大沢樹生、岡副麻希 |                                |
| 第13回(27) | 2月5日   | 新橋                                   | 三田佳子、川﨑宗則、WaT（ウエンツ瑛士・小池徹平） |                                |
| 第14回(28) | 2月19日  | 銀座                                   | 森三中、田中将大＆野村克也、加藤綾子、なべおさみ | 2時間スペシャル(本編1時間35分) |
| 第15回(29) | 2月26日  | 本音＆未公開ぶっちゃけトーク13連発SP！ | 綾小路きみまろ、田中将大、加護亜依、大沢樹生、川﨑宗則、千葉真一、MAX（NANA・MINA・REINA・LINA）、B21スペシャル（ヒロミ・ミスターちん・デビッド伊東）、上原浩治、三田佳子、朝青龍、加藤綾子、ダウンタウン                                                                             | 総集編                         |
| 第16回(30) | 3月11日  | 築地                                   | 加藤紗里、大和悠河、丸山和也、スピードワゴン、内田裕也 | 2時間スペシャル(本編1時間35分) |
| 第17回(31) | 3月18日  | 吉祥寺                                 | ハリウッドザコシショウ、せんだみつお、高須克弥（高須クリニック院長） | 最後の本編48分の回             |
| 第18回(32) | 3月25日  | 中目黒                                 | 貴闘力、石破茂、トレンディエンジェル、新子景視、ピンクの電話（竹内都子・清水よし子） | 2時間スペシャル(本編1時間35分) |
| 第19回(33) | 4月15日  | 恵比寿                                 | 三遊亭円楽、おかずクラブ＆ニッチェ、きゃりーぱみゅぱみゅ、三浦雄一郎 | 2時間スペシャル(本編1時間35分) |
| 第20回(34) | 4月29日  | 人形町                                 | 飲み仲間：ホラン千秋 ゲスト:中村橋之助、シシド・カフカ、キャイ〜ン | この回から本編47分に縮小       |
| 第21回(35) | 5月13日  | 人形町                                 | 飲み仲間：ホラン千秋 ゲスト:菅田将暉、野口五郎 |                                |
| 第22回(36) | 5月27日  | 南青山                                 | 萩原健一 | 企画名「ショーケンSP」         |
| 第23回(37) | 6月3日   | 南青山                                 | 森昌子、水原希子 |                                |
| 第24回(38) | 6月10日  | 門前仲町                               | 飲み仲間：おのののか ゲスト:加藤諒、ロバート、不肖宮嶋 |                                |
| 第25回(39) | 6月17日  | 門前仲町                               | 飲み仲間：おのののか ゲスト:Toshl（X JAPAN）、羽田美智子 |                                |
| 第26回(40) | 7月1日   | 四谷三丁目                             | 飲み仲間：川田裕美 ゲスト:天童よしみ、木下ほうか、戸田奈津子 |                                |
| 第27回(41) | 7月22日  | 両国                                   | 飲み仲間：小島瑠璃子 ゲスト:観月ありさ、古田新太、フジテレビ新人アナウンサー（上中勇樹・藤井弘輝・鈴木唯・堤礼実・永尾亜子）、遠藤憲一、山崎直子 (宇宙飛行士) | 2時間スペシャル(本編1時間35分) |
| 第28回(42) | 7月29日  | 四谷三丁目                             | 飲み仲間：川田裕美 ゲスト:出川哲朗、笛木優子 |                                |
| 第29回(43) | 8月5日   | 中野                                   | 飲み仲間：滝沢カレン ゲスト:北島三郎＆北山たけし＆水町レイコ、小椋久美子 |                                |
| 第30回(44) | 8月12日  | 中野                                   | 飲み仲間：滝沢カレン ゲスト:ムロツヨシ、メイプル超合金、武田久美子 |                                |
| 第31回(45) | 8月26日  | 神保町                                 | 飲み仲間：菊地亜美 ゲスト:浅野ゆう子、りゅうちぇる、フットボールアワー |                                |
| 第32回(46) | 9月9日   | 中目黒                                 | 飲み仲間：マギー ゲスト:水谷隼＆猫ひろし、若槻千夏、博多華丸・大吉、中村玉緒 | 2時間スペシャル(本編1時間37分) |
| 第33回(47) | 9月30日  | 大井町                                 | 飲み仲間：MEGUMI ゲスト:宮根誠司、長澤まさみ、小林幸子、永野 | 2時間スペシャル(本編1時間34分) |
| 第34回(48) | 10月21日 | 広尾                                   | 飲み仲間：菊地亜美 ゲスト:恵俊彰、山田孝之、阿川佐和子、内山信二 | 2時間スペシャル(本編1時間36分) |
| 第35回(49) | 10月28日 | 大門                                   | 飲み仲間：ホラン千秋 ゲスト:陣内孝則、バイきんぐ、西田ひかる |                                |
| 第36回(50) | 11月4日  | 蒲田                                   | 飲み仲間：足立梨花 ゲスト:ピース、水前寺清子 |                                |
| 第37回(51) | 11月18日 | 大門                                   | 飲み仲間：ホラン千秋 ゲスト:宮本亜門、吉岡里帆 |                                |
| 第38回(52) | 12月2日  | 蒲田                                   | 清水港子＆大庭文乃＆山下美樹、武田理夫＆小林優人、柳晶子、古賀美香＆いさお、佐藤拓矢、シュリラ・ネイト(全員一般の方々) | 企画名は「あなたとハシゴ酒」   |
| 第39回(53) | 12月9日  | 人気者が口を滑らせちゃった瞬間連発SP   | 菅田将暉、長澤まさみ、山田孝之、観月ありさ、遠藤憲一、水谷隼、りゅうちぇる、北島三郎、ピース、古田新太、きゃりーぱみゅぱみゅ、トレンディエンジェル、阿川佐和子、水原希子、石破茂、フットボールアワー、ムロツヨシ、出川哲朗、萩原健一、加藤諒、メイプル超合金、Toshl (X JAPAN)、森昌子 | 総集編                         |

| 第40回(54) | 1月27日  | 神楽坂                     | 飲み仲間：小島瑠璃子 ゲスト:綾野剛、和田アキ子 | この回から放送時間が21:55～に変更                                           |
| 第41回(55) | 2月3日   | 神楽坂                     | 飲み仲間：小島瑠璃子 ゲスト:横山裕（関ジャニ∞）、栄和人＆吉田沙保里＆登坂絵莉 |                                                                             |
| 第42回(56) | 2月10日  | 三田                       | 飲み仲間：ホラン千秋 ゲスト:平野ノラ、原田龍二、村主章枝 |                                                                             |
| 第43回(57) | 2月17日  | 三田                       | 飲み仲間：ホラン千秋 ゲスト:奥田瑛二、青山テルマ |                                                                             |
| 第44回(58) | 2月24日  | 目黒                       | 飲み仲間：紅蘭 ゲスト:野村忠宏、千鳥、夏木マリ |                                                                             |
| 第45回(59) | 3月3日   | 目黒                       | 飲み仲間：紅蘭 ゲスト:田中みな実、前川清 | 裏番組の日本アカデミー賞に出演している坂上忍の代役として 和田アキ子が案内役 |
| 第46回(60) | 3月10日  | 赤坂                       | 飲み仲間：福田彩乃 ゲスト:梅沢富美男、片山さつき、野村周平 |                                                                             |
| 第47回(61) | 3月17日  | 赤坂                       | 飲み仲間：福田彩乃 ゲスト:野村周平、渡辺直美、コロッケ |                                                                             |
| 第48回(62) | 4月7日   | 麻布十番                   | 飲み仲間：横澤夏子 ゲスト:久本雅美、要潤、塚本高史 |                                                                             |
| 第49回(63) | 4月14日  | 麻布十番                   | 飲み仲間：横澤夏子 ゲスト:アンミカ、細川たかし |                                                                             |
| 第50回(64) | 4月21日  | 池尻大橋                   | 飲み仲間：中村静香 ゲスト:鈴木亜美、ザ・ドリフターズ(加藤茶・仲本工事・高木ブー)、髙嶋政宏 |                                                                             |
| 第51回(65) | 5月5日   | 千駄木                     | 飲み仲間：峯岸みなみ ゲスト:岩崎宏美＆岩崎良美、葛西紀明、森山良子 |                                                                             |
| 第52回(66) | 5月12日  | 銀座                       | 飲み仲間：朝比奈彩 ゲスト:松井一郎（大阪府知事）、柄本佑 |                                                                             |
| 第53回(67) | 5月19日  | 銀座                       | 飲み仲間：朝比奈彩 ゲスト:松本伊代＆早見優、高岡早紀、今井翼 |                                                                             |
| 第54回(68) | 5月26日  | 千駄木                     | 飲み仲間：峯岸みなみ ゲスト:チャン・グンソク、安藤優子 |                                                                             |
| 第55回(69) | 6月9日   | 神田                       | 飲み仲間：田中みな実 ゲスト:山内惠介、フジテレビ新人アナウンサー（久慈暁子・海老原優香・安宅晃樹・黒瀬翔生） |                                                                             |
| 第56回(70) | 6月16日  | 神田                       | 飲み仲間：田中みな実 ゲスト:夏菜、秦基博、田原総一朗 |                                                                             |
| 第57回(71) | 6月23日  | 白金台                     | 飲み仲間：南明奈 ゲスト:木下優樹菜、橋幸夫 |                                                                             |
| 第58回(72) | 6月30日  | 白金台                     | 飲み仲間：南明奈 ゲスト:大地真央、サンドウィッチマン、高見沢俊彦（THE ALFEE） |                                                                             |
| 第59回(73) | 7月7日   | 代々木                     | 飲み仲間：夏菜 ゲスト:小栗旬、佐藤二朗 |                                                                             |
| 第60回(74) | 7月14日  | 酒と笑いと男と女スペシャル | 鈴木亜美、田中みな実、高岡早紀、吉岡里帆、大地真央、森山良子、久本雅美、夏菜、木下優樹菜、渡辺直美、アンミカ、青山テルマ、夏木マリ、松本伊代・早見優、片山さつき、岩崎宏美・岩崎良美、和田アキ子、平野ノラ                 | 総集編                                                                      |
| 第61回(75) | 7月21日  | 代々木                     | 飲み仲間：夏菜 ゲスト:芳根京子、伍代夏子、森田正光＆石原良純 | 森田正光＆石原良純のコーナーでは新企画「業界グチリ酒」として放送            |
| 第62回(76) | 7月28日  | 大井町                     | 飲み仲間：浅田舞 ゲスト:戸田恵梨香、よゐこ、北村晴男＆横粂勝仁 | 北村晴男＆横粂勝仁のコーナーでは「業界グチリ酒」第2弾として放送             |
| 第63回(77) | 8月4日   | 人形町                     | 飲み仲間：峯岸みなみ ゲスト:賀来賢人、綾小路翔（氣志團）、矢井田瞳 |                                                                             |
| 第64回(78) | 8月11日  | 人形町                     | 飲み仲間：峯岸みなみ ゲスト:伊勢谷友介、吉幾三 |                                                                             |
| 第65回(79) | 8月18日  | 月島                       | 飲み仲間：岡井千聖 ゲスト:吹越満＆広田レオナ、片岡鶴太郎 |                                                                             |
| 第66回(80) | 8月25日  | 月島                       | 飲み仲間：岡井千聖 ゲスト:渡部篤郎、浅田美代子、橋本環奈 |                                                                             |
| 第67回(81) | 9月1日   | 武蔵小山                   | 飲み仲間：青山テルマ ゲスト:土屋太鳳、佐藤隆太 |                                                                             |
| 第68回(82) | 9月15日  | 武蔵小山                   | 飲み仲間：青山テルマ ゲスト:立川志らく、板野友美、大東駿介 |                                                                             |
| 第69回(83) | 9月22日  | 上野                       | 飲み仲間：磯山さやか ゲスト:勝地涼、長山洋子、ナイツ |                                                                             |
| 第70回(84) | 9月29日  | 上野                       | 飲み仲間：磯山さやか ゲスト:古坂大魔王、中村雅俊 |                                                                             |
| 第71回(85) | 10月6日  | 浅草                       | 飲み仲間：山﨑夕貴 ゲスト:浅利陽介、丸山桂里奈、筧利夫 |                                                                             |
| 第72回(86) | 10月13日 | 浅草、三軒茶屋             | 飲み仲間：夏菜、山﨑夕貴、田中みな実 ゲスト:小泉孝太郎、真矢ミキ、紗栄子、さまぁ〜ず、かまいたち、にゃんこスター | 2時間30分スペシャル(本編1時間57分)                                          |
| 第73回(87) | 10月27日 | 浅草、三軒茶屋             | 飲み仲間：夏菜、山﨑夕貴、田中みな実 ゲスト:南海キャンディーズ、真矢ミキ、松本利夫（EXILE） |                                                                             |
| 第74回(88) | 11月3日  | 三軒茶屋                   | 飲み仲間：田中みな実 ゲスト:石田純一＆いしだ壱成、渡辺満里奈、純烈 |                                                                             |
| 第75回(89) | 11月10日 | 戸越銀座                   | 飲み仲間：菊地亜美 ゲスト:三浦貴大、CHEMISTRY（川畑要、堂珍嘉邦）、國村隼 |                                                                             |
| 第76回(90) | 11月17日 | 戸越銀座                   | 飲み仲間：菊地亜美 ゲスト:梨花、丸山隆平 |                                                                             |
| 第77回(91) | 12月1日  | 六本木                     | 飲み仲間：夏菜 ゲスト:大泉洋（TEAM NACS）、本郷奏多 |                                                                             |
| 第78回(92) | 12月8日  | 恋愛事情ぶっちゃけSP       | 戸田恵梨香、土屋太鳳、紗栄子、高岡早紀、チャン・グンソク、勝地涼、野村周平、三浦貴大、小泉孝太郎、さまぁ～ず、渡辺満里奈、石田純一＆いしだ壱成、梅沢富美男、柄本佑、吹越満＆広田レオナ、千鳥、田中みな実＆夏菜＆ホラン千秋 | 田中みな実＆夏菜＆ホラン千秋のコーナーは新撮。本編49分。総集編              |

| 第79回(93)   | 1月12日  | 六本木                         | 飲み仲間：夏菜 ゲスト:YOSHIKI（X JAPAN） |                                                                                             |
| 第80回(94)   | 1月19日  | 五反田                         | 飲み仲間：山﨑夕貴 ゲスト:前田健太、SHIHO、とろサーモン |                                                                                             |
| 第81回(95)   | 1月26日  | 神泉                           | 飲み仲間：小島瑠璃子 ゲスト:松坂桃李、永島優美＆永島昭浩 |                                                                                             |
| 第82回(96)   | 2月2日   | 神泉                           | 飲み仲間：小島瑠璃子 ゲスト:広瀬アリス、菊池桃子、HIKAKIN |                                                                                             |
| 第83回(97)   | 2月9日   | 大森                           | 飲み仲間：峯岸みなみ ゲスト:滝沢カレン、塚田僚一（A.B.C-Z） |                                                                                             |
| 第84回(98)   | 2月16日  | 大森                           | 飲み仲間：峯岸みなみ ゲスト:五木ひろし、西川きよし |                                                                                             |
| 第85回(99)   | 2月23日  | 大森                           | 飲み仲間：峯岸みなみ ゲスト:加賀まりこ、カミナリ |                                                                                             |
| 第86回(100)  | 3月2日   | 目黒                           | 飲み仲間：菊地亜美 ゲスト:加藤一二三、萬田久子、比嘉大吾＆具志堅用高 | 裏番組の日本アカデミー賞に出演している坂上忍の代役として 和田アキ子が案内役                 |
| 第87回(101)  | 3月9日   | 水道橋                         | 飲み仲間：夏菜 水野美紀、三代目 市川右團次 |                                                                                             |
| 第88回(102)  | 3月16日  | 水道橋                         | 飲み仲間：夏菜 ゲスト:峯田和伸（銀杏BOYZ）、モーリー・ロバートソン＆池田有希子、花田虎上 |                                                                                             |
| 第89回(103)  | 3月23日  | 上大崎                         | 田中みな実＆夏菜＆若槻千夏＆菊地亜美＆峯岸みなみ |                                                                                             |
| 第90回(104)  | 3月30日  | 広尾                           | 飲み仲間：若槻千夏 ゲスト:三田寛子＆三代目 中村福之助、藤あや子 | 本編47分最後の回                                                                            |
| 第91回(105)  | 4月13日  | 赤坂                           | 飲み仲間：青山テルマ ゲスト:橋下徹、荻野目洋子、藤田ニコル、松下由樹 | 2時間スペシャル(本編1時間17分)                                                              |
| 第92回(106)  | 4月20日  | 広尾                           | 飲み仲間：若槻千夏 ゲスト:寺島しのぶ、六角精児、狩野英孝 | この回から本編46分に縮小                                                                    |
| 第93回(107)  | 4月27日  | 広尾                           | 飲み仲間：三田友梨佳 ゲスト:ANZEN漫才、渡辺麻友、コント赤信号 |                                                                                             |
| 第94回(108)  | 5月4日   | 各ゲストの自宅                 | 飲み仲間：三田友梨佳 ゲスト:石井一久＆木佐彩子、ギャル曽根 | 企画名は「芸能時の大豪邸で飲む!」                                                           |
| 第95回(109)  | 5月11日  | 浅草橋                         | 飲み仲間：山﨑夕貴 ゲスト:長嶋一茂、野性爆弾 |                                                                                             |
| 第96回(110)  | 5月18日  | 浅草橋                         | 飲み仲間：山﨑夕貴 ゲスト:安達祐実、手塚理美、音尾琢真（TEAM NACS） |                                                                                             |
| 第97回(111)  | 5月25日  | 笹塚                           | 飲み仲間：田中みな実 ゲスト:中嶋朋子、大沢あかね |                                                                                             |
| 第98回(112)  | 6月1日   | 笹塚                           | 飲み仲間：田中みな実 ゲスト:尼神インター（誠子、渚）、寺島進、小柳ルミ子 |                                                                                             |
| 第99回(113)  | 6月8日   | 神楽坂                         | 飲み仲間：若槻千夏 ゲスト:杉浦太陽、佐野史郎、祐真キキ |                                                                                             |
| 第100回(114) | 6月22日  | 神楽坂                         | 飲み仲間：若槻千夏 ゲスト:関根麻里＆飯尾和樹（ずん）、神田松之丞 |                                                                                             |
| 第101回(115) | 6月29日  | 自由が丘                       | 飲み仲間：若槻千夏 ゲスト:西郷輝彦＆辺見えみり、コムアイ（水曜日のカンパネラ） |                                                                                             |
| 第102回(116) | 7月6日   | 自由が丘                       | 飲み仲間：菊地亜美 ゲスト:柄本時生、本上まなみ、アジアン |                                                                                             |
| 第103回(117) | 7月13日  | 四谷                           | 飲み仲間：小島瑠璃子 ゲスト:坂井真紀、吉川ひなの、フジテレビ新人アナウンサー（今湊敬樹、大川立樹、井上清華、杉原千尋） |                                                                                             |
| 第104回(118) | 7月20日  | 西新橋、四谷                   | 飲み仲間：小島瑠璃子、峯岸みなみ ゲスト:乾貴士、中尾明慶 |                                                                                             |
| 第105回(119) | 7月27日  | 市ヶ谷、西新橋                 | 飲み仲間：夏菜、峯岸みなみ ゲスト:ISSA（DA PUMP）、鈴木紗理奈、乾貴士 |                                                                                             |
| 第106回(120) | 8月3日   | 市ヶ谷                         | 飲み仲間：夏菜 ゲスト:葵わかな、森崎ウィン |                                                                                             |
| 第107回(121) | 8月10日  | 四谷、市ヶ谷                   | 飲み仲間：小島瑠璃子、夏菜 ゲスト:片桐はいり、雛形あきこ＆天野浩成夫婦 |                                                                                             |
| 第108回(122) | 8月17日  | 豊洲、西新橋                   | 飲み仲間：峯岸みなみ、藤田ニコル ゲスト:野沢雅子、中尾彬＆池波志乃夫婦、安東弘樹 |                                                                                             |
| 第109回(123) | 8月24日  | 豊洲、西新橋                   | 飲み仲間：峯岸みなみ、藤田ニコル ゲスト:つるの剛士、伊東四朗＆伊東孝明、最上もが |                                                                                             |
| 第110回(124) | 8月31日  | 西新橋、豊洲                   | 飲み仲間：峯岸みなみ、藤田ニコル ゲスト:山田優＆西山茉希、仲宗根泉（HY） |                                                                                             |
| 第111回(125) | 9月14日  | 六本木                         | 飲み仲間：田中みな実 ゲスト:仲里依紗、桐山漣 |                                                                                             |
| 第112回(126) | 9月28日  | 芸能人が恋愛事情ぶっちゃけたSP | 飲み仲間:小島瑠璃子、夏菜、三田友梨佳、菊地亜美、峯岸みなみ、田中みな実、山﨑夕貴 ゲスト:松坂桃李、YOSHIKI、峯田和伸、ANZEN漫才、柄本時生、滝沢カレン、広瀬アリス、葵わかな、田中みな実、長嶋一茂、安達祐実、山田優、ギャル曽根、乾貴士、ISSA、石井一久＆木佐彩子 | 総集編                                                                                      |
| 第113回(127) | 10月5日  | 六本木                         | 飲み仲間：田中みな実 ゲスト:高梨臨、V.I(from BIGBANG)、津田寛治 |                                                                                             |
| 第114回(128) | 10月12日 | 築地                           | 飲み仲間：山﨑夕貴 ゲスト:奥菜恵、ジェジュン |                                                                                             |
| 第115回(129) | 10月19日 | 尾山台                         | 飲み仲間：菊地亜美 ゲスト:後藤真希、高橋メアリージュン＆高橋ユウ |                                                                                             |
| 第116回(130) | 10月26日 | 築地                           | 飲み仲間：山﨑夕貴 ゲスト:市原隼人、倉科カナ |                                                                                             |
| 第117回(131) | 11月2日  | 築地、尾山台                   | 飲み仲間：菊地亜美、山﨑夕貴 ゲスト:志尊淳、尾崎世界観(クリープハイプ)、風間杜夫 |                                                                                             |
| 第118回(132) | 11月9日  | 上野                           | 飲み仲間：鈴木紗理奈 ゲスト:森尾由美＆松本明子、早見あかり |                                                                                             |
| 第119回(133) | 11月16日 | 岩城滉一宅、上野               | 飲み仲間：菊地亜美、鈴木紗理奈 ゲスト：岩城滉一＆結城アンナ、大迫傑 | 岩城滉一＆結城アンナのコーナーにおいての企画名は「芸能人の大豪邸で飲む」事実上第2弾である。 |
| 第120回(134) | 11月23日 | 上野                           | 飲み仲間：鈴木紗理奈 ゲスト：山口もえ、チョコレートプラネット＆ハナコ |                                                                                             |
| 第121回(135) | 12月7日  | 幡ヶ谷                         | 飲み仲間：田中みな実 ゲスト:秋吉久美子、鈴木伸之(劇団EXILE)&夏菜 |                                                                                             |
| 第122回(136) | 12月14日 | 幡ヶ谷                         | 飲み仲間：田中みな実 ゲスト:薬丸裕英、小芝風花 |                                                                                             |

| 第123回(137) | 1月11日  | 西麻布                             | 飲み仲間：夏菜 ゲスト:古閑美保、CHARA                                                                        |                                                                                   |
| 第124回(138) | 1月18日  | 元谷芙美子宅、西麻布               | 飲み仲間：夏菜 ゲスト:元谷芙美子(アパホテル社長)、伊原剛志                                                   | 元谷芙美子のコーナーにおいての企画名は「芸能人の大豪邸で飲む」事実上第3弾である。 |
| 第125回(139) | 1月25日  | 明大前                             | 飲み仲間：夏菜 ゲスト:安藤政信＆阿部進之介、初恋タロー                                                       | 山田孝之プレゼンツ                                                                |
| 第126回(140) | 2月1日   | 明大前                             | 飲み仲間：夏菜 ゲスト:佐藤仁美＆鈴木拓（ドランクドラゴン）、武田真治                                         |                                                                                   |
| 第127回(141) | 2月8日   | 両国                               | 飲み仲間：福田彩乃 ゲスト:花田優一、ものまねユニット「変人」（原口あきまさ、ホリ、山本高広、ミラクルひかる） |                                                                                   |
| 第128回(142) | 2月15日  | 両国                               | 飲み仲間：福田彩乃 ゲスト:GACKT、江口のりこ                                                                  |                                                                                   |
| 第129回(143) | 2月22日  | 代々木八幡                         | 飲み仲間：田中みな実 ゲスト:古舘伊知郎、京本政樹                                                             |                                                                                   |
| 第130回(144) | 3月1日   | 代々木八幡                         | 飲み仲間：田中みな実 ゲスト:村上佳菜子＆後藤拓実（四千頭身）、徳重聡                                         | 坂上忍不在（裏番組の日本アカデミー賞に出演）、代役無し。進行は浜田・田中が担当    |
| 第131回(145) | 3月8日   | 有名人の超セレブな豪邸でハシゴ酒SP | 飲み仲間：三田友梨佳、菊地亜美、夏菜 ゲスト:石井一久&木佐彩子、岩城滉一&結城アンナ、元谷芙美子(アパ社長)     | 総集編                                                                            |
| 第132回(146) | 3月15日  | 麻布十番                           | 飲み仲間：山﨑夕貴 ゲスト:南果歩、藤井フミヤ                                                                 |                                                                                   |
| 第133回(147) | 3月22日  | 麻布十番                           | 飲み仲間：山﨑夕貴 ゲスト:似鳥昭雄、福田こうへい                                                             | 五木ひろしプレゼンツ                                                              |
| 第134回(148) | 4月12日  | 六本木                             | 飲み仲間：菊地亜美 ゲスト:HIKAKIN、登坂淳一                                                                  | HIKAKINはシリーズ初の2度目のゲスト出演。そして芸能人の自宅でハシゴ酒第4弾         |
| 第135回(149) | 4月19日  | 六本木                             | 飲み仲間：菊地亜美 ゲスト:城田優&城田純、清塚信也                                                            |                                                                                   |
| 第136回(150) | 4月26日  | 五反田                             | 飲み仲間：夏菜 ゲスト:松田ゆう姫、萩原聖人                                                                   |                                                                                   |
| 第137回(151) | 5月3日   | 「令和」スペシャル                 | 内田裕也、萩原健一                                                                                           | 総集編                                                                            |
| 第138回(152) | 5月10日  | 五反田                             | 飲み仲間：夏菜 ゲスト:土屋アンナ、三倉茉奈＆三倉佳奈                                                         |                                                                                   |
| 第139回(153) | 5月17日  | 中延                               | 飲み仲間：田中みな実 ゲスト:小手伸也、高橋恵子＆秋山佑奈                                                     |                                                                                   |
| 第140回(154) | 5月24日  | 荏原中延                           | 飲み仲間：田中みな実 ゲスト:高橋英樹＆高橋真麻、生田智子                                                     |                                                                                   |
| 第141回(155) | 5月31日  | 亀戸                               | 飲み仲間：高橋メアリージュン ゲスト:藤原紀香、木嶋真優                                                       |                                                                                   |
| 第142回(156) | 6月7日   | 九重部屋・亀戸                     | 飲み仲間：高橋メアリージュン ゲスト:九重親方＆千代丸、星野真里                                               |                                                                                   |
| 第143回(157) | 6月21日  | 芝浦                               | 飲み仲間：若槻千夏 ゲスト:霜降り明星、宇崎竜童                                                               |                                                                                   |
| 第144回(158) | 6月28日  | 芝浦                               | 飲み仲間：若槻千夏 ゲスト:古舘佑太郎、フジテレビ新人アナウンサー（堀池亮介、藤本万梨乃）                     |                                                                                   |
| 第145回(159) | 7月5日   | 大塚                               | 飲み仲間：夏菜 ゲスト:工藤夕貴、柄本明                                                                       |                                                                                   |
| 第146回(160) | 7月12日  | 大塚                               | 飲み仲間：夏菜 ゲスト:松田美由紀、宇垣美里                                                                   |                                                                                   |
| 第147回(161) | 7月26日  | 新宿三丁目                         | 飲み仲間：小島瑠璃子 ゲスト:V6（トニセン）、小林稔侍                                                         |                                                                                   |
| 第148回(162) | 8月2日   | 新宿三丁目                         | 飲み仲間：小島瑠璃子 ゲスト:大迫勇也、三浦瑠麗                                                               |                                                                                   |
| 第149回(163) | 8月9日   | 桜新町                             | 飲み仲間：山﨑夕貴 ゲスト:草刈民代、山田裕貴                                                                 |                                                                                   |
| 第150回(164) | 8月16日  | 高橋ジョージ宅・桜新町             | 飲み仲間：山﨑夕貴 ゲスト:高橋ジョージ、平成ノブシコブシ                                                     | 高橋ジョージの回のみ「芸能人の豪邸でハシゴ酒」第5弾                               |
| 第151回(165) | 8月23日  | 月島                               | 飲み仲間：山﨑夕貴 ゲスト:LiLiCo&小田井涼平、遠藤龍之介(フジテレビ社長)                                      |                                                                                   |
| 第152回(166) | 9月6日   | 高円寺                             | 飲み仲間：夏菜 ゲスト:室井滋、世良公則                                                                       |                                                                                   |
| 第153回(167) | 9月13日  | 高円寺                             | 飲み仲間：夏菜 ゲスト:三谷幸喜、高橋みなみ                                                                   |                                                                                   |
| 第154回(168) | 9月20日  | 月島                               | 飲み仲間：山﨑夕貴 ゲスト:西野亮廣、中村俊介                                                                 |                                                                                   |
| 第155回(169) | 10月18日 | 人形町                             | 飲み仲間：夏菜 ゲスト:加藤茶&加藤綾菜、釈由美子                                                              |                                                                                   |
| 第156回(170) | 10月25日 | 人形町                             | 飲み仲間：夏菜 ゲスト:ROLAND、どぶろっく                                                                     |                                                                                   |
| 第157回(171) | 11月1日  | 目黒、権之助坂                     | 飲み仲間：田中みな実 ゲスト:五代目尾上菊之助、森昌子                                                         |                                                                                   |
| 第158回(172) | 11月8日  | 目黒、権之助坂                     | 飲み仲間：田中みな実 ゲスト:長谷川京子、山崎まさよし                                                         |                                                                                   |
| 第159回(173) | 11月15日 | 自由が丘                           | 飲み仲間：山﨑夕貴 ゲスト:Kis-My-Ft2、田中律子                                                               |                                                                                   |
| 第160回(174) | 11月29日 | 自由が丘                           | 飲み仲間：山﨑夕貴 ゲスト:布川敏和&つちやかおり、ファーストサマーウイカ                                      |                                                                                   |
| 第161回(175) | 12月13日 | 虎ノ門                             | 佐藤仁美&夏菜&西山茉希&木嶋真優&朝日奈央&ゆきぽよ&久代萌美                                                   |                                                                                   |

| 第162回(176) | 1月10日  | 青物横丁                               | 飲み仲間：田中みな実 ゲスト:藤原竜也、小池栄子                                                                                            | |
| 第163回(177) | 1月17日  | 青物横丁                               | 飲み仲間：田中みな実 ゲスト:SHELLY、m-flo                                                                                                 | |
| 第164回(178) | 1月24日  | 虎ノ門                                 | 飲み仲間：夏菜 ゲスト:王林、佐野元春 | |
| 第165回(179) | 1月31日  | 浜松町                                 | 飲み仲間：ファーストサマーウイカ ゲスト:小澤征悦、丘みどり                                                                                | |
| 第166回(180) | 2月7日   | 浜松町                                 | 陣内孝則&博多華丸&カンニング竹山&黒瀬純&大家志津香&小峠英二&生野陽子&鳥越俊太郎&バッドボーイズ&フルーツおじさんとっしー&籾井勝人&森口博子 | 本編が始まる前に6分間の「まもなくダウンタウンなう」が放送。総放送時間63分となり本編約51分となった。                             |
| 第167回(181) | 2月14日  | 八丁堀                                 | 飲み仲間：山﨑夕貴 ゲスト:中田有紀 (アナウンサー)&神田愛花&川田裕美&岡副麻希&谷尻萌                                                       | |
| 第168回(182) | 2月21日  | 八丁堀                                 | 飲み仲間：山﨑夕貴 ゲスト:梅宮アンナ&梅宮クラウディア&梅宮百々果、三山ひろし                                                              | |
| 第169回(183) | 2月28日  | 八丁堀&五反田                          | 飲み仲間：山﨑夕貴 ゲスト:濱口優&南明奈、カジサック                                                                                       | |
| 第170回(184) | 3月6日   | 五反田&深沢                            | 飲み仲間：山﨑夕貴 ゲスト：hitomi、生見愛瑠                                                                                               | NAOTOプレゼンツ「本音でハシゴハンバーグ」                                                                                       |
| 第171回(185) | 3月13日  | 五反田&中目黒                          | 飲み仲間：山﨑夕貴、鈴木紗理奈 ゲスト：倖田來未、別所哲也                                                                                 | 本編が始まる前に6分間の「まもなくダウンタウンなう」が放送。総放送時間63分となり本編約51分となった。                             |
| 第172回(186) | 3月20日  | 中目黒                                 | 飲み仲間：鈴木紗理奈 ゲスト：すみれ (モデル)、清春                                                                                        | |
| 第173回(187) | 3月27日  | お酒の席で発覚した人気者の裏側30連発SP | 2019.4-2020.3の出演者 | 総集編 |
| 第174回(188) | 4月3日   | 志村けん追悼スペシャル                 | ゲスト：志村けん＆ローラ＆市川猿之助 (4代目)                                                                                              | 2016年1月6日放送 |
| 第175回(189) | 4月10日  | 新宿思い出横丁                         | 飲み仲間：神田愛花 ゲスト：西川貴教、堀田茜                                                                                               | 新型コロナウイルス感染拡大防止のためフジテレビ特設スタジオで撮影 当初は4月17日に放送予定だったが大人の事情により1週前倒しされた |
| 第176回(190) | 4月17日  | 新宿思い出横丁                         | 飲み仲間：神田愛花 ゲスト：ウエンツ瑛士＆ミルクボーイ                                                                                     | 新型コロナウイルス感染拡大防止のためフジテレビ特設スタジオで撮影 当初は4月10日に放送予定だったが大人の事情により1週繰り下げた   |
| 第177回(191) | 4月24日  | 新宿思い出横丁、中目黒                 | 飲み仲間：神田愛花、鈴木紗理奈 ゲスト：岡崎体育、山口智充                                                                                 | 山口智充のコーナーは新型コロナウイルス感染拡大防止のためフジテレビ特設スタジオで撮影                                            |
| 第178回(192) | 5月1日   | 「人気者スペシャル」                   | 飲み仲間：ホラン千秋、若槻千夏 ゲスト：菅田将暉、霜降り明星 副音声・リモート出演：山﨑夕貴、神田愛花                                      | 傑作選第1弾 |
| 第179回(193) | 5月8日   | 「カリスマスペシャル」                 | 飲み仲間：福田彩乃、夏菜 ゲスト：GACKT、ROLAND副音声・リモート出演：山﨑夕貴、夏菜                                                        | 傑作選第2弾 |
| 第180回(194) | 5月15日  | 「時代が追いついた男スペシャル」       | 飲み仲間：川田裕美、滝沢カレン ゲスト：出川哲朗、ムロツヨシ副音声・リモート出演：山﨑夕貴、ファーストサマーウイカ                         | 傑作選第3弾 |
| 第181回(195) | 5月22日  | 「俳優とバトル勃発スペシャル」         | 飲み仲間：田中みな実、山﨑夕貴 ゲスト：長谷川京子、小泉孝太郎副音声・リモート出演：山﨑夕貴、佐藤仁美                                     | 傑作選第4弾 |
| 第182回(196) | 5月29日  | フジテレビ                             | 飲み仲間：夏菜 ゲスト：小峠英二＆立川志らく＆山口もえ＆ギャル曽根＆安めぐみ                                                               | 特別編「本音でリモート酒」 |
| 第183回(197) | 6月5日   | フジテレビ                             | 飲み仲間：夏菜 ゲスト：ゆきぽよ＆ぺこぱ＆藤岡弘、＆藤岡真威人                                                                             | 特別編「本音でリモート酒」 |
| 第184回(198) | 6月12日  | フジテレビ                             | 飲み仲間：ファーストサマーウイカ ゲスト：岡田結実、RED RICE・SHOCK EYE（湘南乃風）                                                        | |
| 第185回(199) | 6月26日  | フジテレビ                             | 飲み仲間：ファーストサマーウイカ ゲスト：河合郁人（A.B.C-Z）、尾上右近                                                                    | |
| 第186回(200) | 7月3日   | フジテレビ                             | 飲み仲間：堀田茜 ゲスト：広瀬香美 | |
| 第187回(201) | 7月10日  | フジテレビ                             | 飲み仲間：堀田茜 ゲスト：山下健二郎（三代目J SOUL BROTHERS）、3時のヒロイン                                                               | |
| 第188回(202) | 7月17日  | 三田                                   | 飲み仲間：山崎夕貴 ゲスト：大原櫻子、安斉かれん                                                                                           | |
| 第189回(203) | 7月24日  | 三田                                   | 飲み仲間：山崎夕貴 ゲスト：EXIT、梶裕貴                                                                                                   | |
| 第190回(204) | 7月31日  | 人形町                                 | 飲み仲間：夏菜 ゲスト：川村壱馬&吉野北人（THE RAMPAGE from EXILE TRIBE）、瀧川鯉斗                                                        | |
| 第191回(205) | 8月7日   | 日本橋                                 | 飲み仲間：山崎夕貴、ウエンツ瑛士 ゲスト：ミキ、島崎遥香                                                                                   | |
| 第192回(206) | 8月14日  | 日本橋                                 | 飲み仲間：山崎夕貴、ウエンツ瑛士 ゲスト：木村昴、犬飼貴丈                                                                                 | |
| 第193回(208) | 8月28日  | 虎ノ門                                 | ゲスト：フワちゃん、岡山天音 | |
| 第194回(209) | 9月4日   | フジテレビ                             | 飲み仲間：堀田茜、夏菜 ゲスト：松本幸四郎、マリアン&Ami、MIYAVI                                                                           | |
| 第195回(210) | 9月11日  | 虎ノ門                                 | ゲスト：水川あさみ、清水翔太 | |
| 第196回(212) | 9月25日  | 神保町                                 | 飲み仲間：夏菜 ゲスト：新庄剛志、三四郎                                                                                                   | |
| 第197回(213) | 10月2日  | 神保町                                 | 飲み仲間：夏菜 ゲスト：大黒摩季、仲野太賀                                                                                                 | |
| 第198回(216) | 10月30日 | 白金台                                 | 飲み仲間：若槻千夏 ゲスト：叶姉妹、さらば青春の光                                                                                         | |
| 第199回(217) | 11月6日  | 白金台                                 | 飲み仲間：若槻千夏 ゲスト：伊藤沙莉、森山未來                                                                                             | |
| 第200回(220) | 11月27日 | 神田                                   | 飲み仲間：山崎夕貴 ゲスト：矢田亜希子、白濱亜嵐（EXILE/GENERATION）                                                                       | |
| 第201回(221) | 12月11日 | 神田                                   | 飲み仲間：山崎夕貴 ゲスト：石井亮次 | ぶっちゃけ瞬間!未公開もあるよSPも放送                                                                                           |

| 第202回(223) | 1月8日  | 神楽坂 | 飲み仲間：山崎夕貴 ゲスト：東山紀之、Hiro（MY FIRST STORY） |                                                            |
| 第203回(225) | 1月22日 | 神楽坂 | 飲み仲間：山崎夕貴 ゲスト：真木よう子、野呂佳代             | 「本音でハシゴ酒」放送及び浜田・坂上の出演はこの回が最後。 |

### 「人志松本の酒のツマミになる話」時代
左に記した単体の放送回数とタイトルの後のナンバーがずれているのは、総集編をノーカウントとしているため。2021年4月2日以後の分は通算放送回数の後に「酒のツマミになる話」（レギュラー版）としての放送回数を記す。
| 第1回(207) | 8月21日  | 特別編「人志松本の酒のツマミになる話」#1               | 松本人志、千鳥、川島明（麒麟）、小池栄子、千賀健永（Kis-My-Ft2）、ファーストサマーウイカ                                                                             |  |
| 第2回(211) | 9月18日  | 特別編「人志松本の酒のツマミになる話」#2               | 松本人志、千鳥、大竹一樹（さまぁ〜ず）、河合郁人（A.B.C-Z）、せいや（霜降り明星）、夏菜、古市憲寿                                                                    |  |
| 第3回(214) | 10月16日 | 特別編「人志松本の酒のツマミになる話」#3               | 松本人志、千鳥、朝日奈央、川谷絵音（ゲスの極み乙女。）、柴田英嗣（アンタッチャブル）、三浦翔平、若槻千夏                                                             |  |
| 第4回(215) | 10月23日 | 特別編「人志松本の酒のツマミになる話」#4               | 松本人志、千鳥、飯尾和樹（ずん）、城田優、鈴木紗理奈、中尾明慶、福田麻貴（3時のヒロイン）                                                                            |  |
| 第5回(218) | 11月13日 | 特別編「人志松本の酒のツマミになる話」#5               | 松本人志、千鳥、赤江珠緒、小澤征悦、小宮浩信（三四郎）、デーブ・スペクター                                                                                           |  |
| 第6回(219) | 11月20日 | 特別編「人志松本の酒のツマミになる話」#6               | 松本人志、千鳥、青山テルマ、尾木直樹、粗品（霜降り明星）、高橋真麻                                                                                                   |  |
| 第7回(222) | 12月18日 | 「人志松本の酒のツマミになる話しゃべり過ぎちゃったSP」 | 松本人志、千鳥、赤江珠緒、大竹一樹（さまぁ〜ず）、河合郁人（A.B.C-Z）、柴田英嗣（アンタッチャブル）、せいや（霜降り明星）、福田麻貴（3時のヒロイン）、古市憲寿、夏菜 |  |

| 第8回(224)        | 1月15日  | 特別編「人志松本の酒のツマミになる話」#7               | 松本人志、さまぁ〜ず、安斉かれん、ファーストサマーウイカ、古田新太、又吉直樹（ピース）                         |                                                      |
| 第9回(226)        | 1月29日  | 特別編「人志松本の酒のツマミになる話」#8               | 松本人志、さまぁ〜ず、大橋未歩、佐藤隆太、Matt、丸山桂里奈                                                     |                                                      |
| 第10回(227)       | 2月5日   | 特別編「人志松本の酒のツマミになる話」#9               | 松本人志、千鳥、狩野英孝、坂井真紀、野呂佳代、三宅健（V6）                                                     |                                                      |
| 第11回(228)       | 2月12日  | 特別編「人志松本の酒のツマミになる話」#10              | 松本人志、千鳥、二階堂高嗣（Kis-My-Ft2）、藤田ニコル、藤本敏史（FUJIWARA）、藤原紀香                           |                                                      |
| 第12回(229)       | 2月19日  | 特別編「人志松本の酒のツマミになる話」#11              | 松本人志、アンタッチャブル、岡田結実、高橋メアリージュン、田中卓志（アンガールズ）、宮田俊哉（Kis-My-Ft2）     |                                                      |
| 第13回(230)       | 2月26日  | 特別編「人志松本の酒のツマミになる話」#12              | 松本人志、アンタッチャブル、岡崎体育、神田愛花、清塚信也、トリンドル玲奈                                       |                                                      |
| 第14回(231)       | 3月5日   | 特別編「人志松本の酒のツマミになる話」#13              | 松本人志、フットボールアワー、アンミカ、鈴木伸之、比嘉愛未、Matt                                               |                                                      |
| 第15回(232)       | 3月12日  | 「人志松本のツマミになる話盛り上がりすぎて延長営業SP」 | |                                                      |
| 第16回(233)       | 3月19日  | 特別編「人志松本の酒のツマミになる話」#14              | 松本人志、フットボールアワー、井上咲楽、戸次重幸、仲宗根泉（HY）、吉村崇（平成ノブシコブシ）                   | ここまで『ダウンタウンなう』として放送。             |
| 第17回（234）(1)  | 4月2日   | 「人志松本の酒のツマミになる話」#15                    | 松本人志、千鳥、岡部大（ハナコ）、小泉孝太郎、夏菜、矢部浩之（ナインティナイン）                               | ここから『人志松本の酒のツマミになる話』として放送。 |
| 第18回（235）(2)  | 4月9日   | 「人志松本の酒のツマミになる話」#16                    | 松本人志、千鳥、トラウデン直美、浜口京子、松尾駿（チョコレートプラネット）、溝端淳平                           |                                                      |
| 第19回（236）(3)  | 4月16日  | 「人志松本の酒のツマミになる話」#17                    | 松本人志、アンタッチャブル、伊集院光、木村昴、鷲見玲奈、長谷川忍（シソンヌ）                                   |                                                      |
| 第20回（237）(4)  | 4月23日  | 「人志松本の酒のツマミになる話」#18                    | 松本人志、アンタッチャブル、R-指定（Creepy Nuts）、狩野英孝、鈴木亜美、山村紅葉                                |                                                      |
| 第21回（238）(5)  | 4月30日  | 「人志松本の酒のツマミになる話」#19                    | 松本人志、さまぁ〜ず、ウエンツ瑛士、尾形貴弘（パンサー）、紗栄子、山崎まさよし                                 |                                                      |
| 第22回（239）(6)  | 5月7日   | 「人志松本の酒のツマミになる話」#20                    | 松本人志、さまぁ〜ず、小野賢章、高橋愛、出川哲朗、三浦瑠麗                                                     |                                                      |
| 第23回（240）(7)  | 5月14日  | 「人志松本の酒のツマミになる話」#21                    | 松本人志、フットボールアワー、剛力彩芽、サーヤ（ラランド）、蛍原徹（雨上がり決死隊）、與那城奨（JO1）          |                                                      |
| 第24回（241）(8)  | 5月21日  | 「人志松本の酒のツマミになる話」#22                    | 松本人志、フットボールアワー、菊地亜美、EXILE TAKAHIRO、野田クリスタル（マヂカルラブリー）、Matt               |                                                      |
| 第25回（242）(9)  | 5月28日  | 「延長営業! こぼれちゃったSP」                         | |                                                      |
| 第26回（243）(10) | 6月4日   | 「人志松本の酒のツマミになる話」#23                    | 松本人志、千鳥、渋谷凪咲（NMB48）、徳井健太（平成ノブシコブシ）、Hiro（MY FIRST STORY）、ROLAND                |                                                      |
| 第27回（244）(11) | 6月18日  | 「人志松本の酒のツマミになる話」#24                    | 松本人志、千鳥、風間俊介、高岡早紀、DJ松永（Creepy Nuts）、藤田ニコル                                          |                                                      |
| 第28回（245）(12) | 6月25日  | 「人志松本の酒のツマミになる話」#25                    | 松本人志、ケンドーコバヤシ、陣内智則、エンリケ、新庄剛志、峯岸みなみ、森田哲矢（さらば青春の光）               |                                                      |
| 第29回（246）(13) | 7月2日   | 「人志松本の酒のツマミになる話」#26                    | 松本人志、ケンドーコバヤシ、陣内智則、清春、津田篤宏（ダイアン）、ナヲ（マキシマム ザ ホルモン）、本仮屋ユイカ |                                                      |
| 第30回（247）(14) | 7月16日  | 「人志松本の酒のツマミになる話」#27                    | 松本人志、フットボールアワー、井上咲楽、酒井美紀、宮舘涼太（Snow Man）、盛山晋太郎（見取り図）                 |                                                      |
| 第31回（248）(15) | 7月23日  | 「豪華芸能人50人の男女の話と悩みの話SP」               | |                                                      |
| 第32回（249）(16) | 7月30日  | 「人志松本の酒のツマミになる話」#28                    | 松本人志、フットボールアワー、生駒里奈、おいでやす小田、要潤、根本宗子                                         |                                                      |
| 第33回（250）(17) | 8月6日   | 「延長営業! こぼれちゃったここだけのレアな話SP」       | |                                                      |
| 第34回（251）(18) | 8月13日  | 「人志松本の酒のツマミになる話」#29                    | 松本人志、千鳥、片寄涼太（GENERATIONS from EXILE TRIBE）、菊池桃子、長州力、中岡創一（ロッチ）                 |                                                      |
| 第35回（252）(19) | 8月20日  | 「人志松本の酒のツマミになる話」#30                    | 松本人志、千鳥、アンミカ、斉藤慎二（ジャングルポケット）、清水翔太、土屋アンナ                                 |                                                      |
| 第36回（253）(20) | 8月27日  | 「人志松本の酒のツマミになる話」#31                    | 松本人志、千鳥、神尾楓珠、菊地亜美、田村亮（ロンドンブーツ1号2号）、馬場園梓                                   |                                                      |
| 第37回（254）(21) | 9月3日   | 「人志松本の酒のツマミになる話」#32                    | 松本人志、千鳥、綾小路翔（氣志團）、長田庄平（チョコレートプラネット）、小島瑠璃子、島太星（NORD）             |                                                      |
| 第38回（255）(22) | 9月10日  | 「人志松本の酒のツマミになる話」#33                    | 松本人志、アンタッチャブル、秋元真夏（乃木坂46）、狩野英孝、中島健人（Sexy Zone）、水野美紀                    |                                                      |
| 第39回（256）(23) | 9月17日  | 「人志松本の酒のツマミになる話」#34                    | 松本人志、アンタッチャブル、ウエンツ瑛士、小倉優子、菊田竜大（ハナコ）、辰巳雄大（ふぉ〜ゆ〜）                 |                                                      |
| 第40回（257）(24) | 9月24日  | 「人志松本の酒のツマミになる話」#35                    | 松本人志、さまぁ〜ず、伊藤俊介（オズワルド）、大島由香里、勝地涼、黒谷友香                                     |                                                      |
| 第41回（258）(25) | 10月1日  | 「人志松本の酒のツマミになる話」#36                    | 松本人志、さまぁ〜ず、ISSA（DA PUMP）、小沢真珠、昴生（ミキ）、森崎ウィン                                      |                                                      |
| 第42回（259）(26) | 10月8日  | 「人志松本の酒のツマミになる話」#37                    | 松本人志、フットボールアワー、井上和香、すみれ、水田信二（和牛）、三宅健（V6）                                 |                                                      |
| 第43回（260）(27) | 10月15日 | 「人志松本の酒のツマミになる話」#38                    | 松本人志、フットボールアワー、川島明（麒麟）、谷まりあ、塚本高史、観月ありさ                                   |                                                      |
| 第44回（261）(28) | 10月22日 | 「人志松本の酒のツマミになる話」#39                    | 松本人志、千鳥、内山理名、Hiro（MY FIRST STORY）、水谷隼、ゆうちゃみ                                           |                                                      |
| 第45回（262）(29) | 10月29日 | 「人志松本の酒のツマミになる話」#40                    | 松本人志、千鳥、イワクラ（蛙亭）、千賀健永（Kis-My-Ft2）、知念里奈、蛍原徹                                     |                                                      |
| 第46回（263）(30) | 11月5日  | 「人志松本の酒のツマミになる話」#41                    | 松本人志、千鳥、相川七瀬、田中卓志（アンガールズ）、中村静香、龍玄とし                                         |                                                      |
| 第47回（264）(31) | 11月19日 | 「人志松本の酒のツマミになる話」#42                    | 松本人志、千鳥、磯村勇斗、王林、鈴木もぐら（空気階段）、田中律子                                               |                                                      |
| 第48回（265）(32) | 11月26日 | 「人志松本の酒のツマミになる話」#43                    | 松本人志、フットボールアワー、尾形貴弘（パンサー）、濱田龍臣、藤原紀香、美山加恋                               |                                                      |
| 第49回（266）(33) | 12月10日 | 「人志松本の酒のツマミになる話」#44                    | 松本人志、フットボールアワー、大黒摩季、武尊、峯岸みなみ、屋敷裕政（ニューヨーク）                             |                                                      |
| 第50回（267）(34) | 12月17日 | 「人志松本の酒のツマミになる話」#45                    | 松本人志、千鳥、藤本敏史（FUJIWARA）、松村沙友理、三浦獠太、水川かたまり（空気階段）                           |                                                      |

| 第51回（268）(35)               | 1月7日   | 「人志松本の酒のツマミになる話」#46       | 松本人志、千鳥、伊藤沙莉、下野紘、武田真治、松尾駿（チョコレートプラネット）                                                            |                       |
| 第52回（269）(36)               | 1月14日  | 「人志松本の酒のツマミになる話」#47       | 松本人志、フットボールアワー、相田翔子、城田優、橋本直（銀シャリ）、ゆうちゃみ                                                          |                       |
| 第53回（270）(37)               | 1月21日  | 「人志松本の酒のツマミになる話」#48       | 松本人志、フットボールアワー、斉藤慎二（ジャングルポケット）、酒井美紀、田村淳（ロンドンブーツ1号2号）、槙野智章                        | 21:30より放送。       |
| 第54回（271）(38)               | 1月28日  | 「人志松本の酒のツマミになる話」#49       | 松本人志、千鳥、大倉士門、近藤春菜（ハリセンボン）、DJ松永（Creepy Nuts）、ヒコロヒー                                                   |                       |
| 第55回（272）(39)               | 2月4日   | 「一頭買い方式! 余すとこなくオンエアSP」  | |                       |
| 第56回（273）(40)               | 2月11日  | 「芸能人が語った超貴重な家族の話SP」      | |                       |
| 第57回（274）(41)               | 2月18日  | 「人志松本の酒のツマミになる話」#50       | 松本人志、千鳥、アンミカ、稲田直樹（アインシュタイン）、加護亜依、杉浦太陽                                                              |                       |
| 第58回（275）(42)               | 2月25日  | 「人志松本の酒のツマミになる話」#51       | 松本人志、フットボールアワー、ウエンツ瑛士、コロッケ、谷まりあ、西田ひかる                                                              |                       |
| 第59回（276）(43)               | 3月4日   | 「人志松本の酒のツマミになる話」#52       | アンタッチャブル、大悟（千鳥）、内田恭子、松村沙友理、森田哲矢（さらば青春の光）、ROLAND                                                |                       |
| 第60回（277）(44)               | 3月11日  | 「人志松本の酒のツマミになる話」#53       | 松本人志、フットボールアワー、大久保嘉人、トリンドル玲奈、野村周平、盛山晋太郎（見取り図）                                              |                       |
| 第61回（278）(45)               | 3月18日  | 「人志松本の酒のツマミになる話」#54       | アンタッチャブル、ノブ（千鳥）、勝地涼、川島明（麒麟）、小島瑠璃子、原晋                                                                |                       |
| 第62回（279）(46)               | 3月25日  | 松本人志快気祝いスペシャル！              | |                       |
| 第63回（280）(47)               | 4月1日   | 「人志松本の酒のツマミになる話」#55       | 松本人志、千鳥、内山理名、サーヤ（ラランド）、長谷川雅紀（錦鯉）、宮舘涼太（Snow Man）                                                  |                       |
| 第64回（281）(48)               | 4月8日   | 「人志松本の酒のツマミになる話」#56       | 松本人志、千鳥、飯尾和樹（ずん）、中島健人（Sexy Zone）、バカリズム、森迫永依                                                           |                       |
| 第65回（282）(49)               | 4月15日  | 「人志松本の酒のツマミになる話」#57       | 松本人志、岩尾望（フットボールアワー）、大悟（千鳥）、小泉孝太郎、須田亜香里（SKE48）、秦基博、Hiro（MY FIRST STORY）                   |                       |
| 第66回（283）(50)               | 4月22日  | 「人志松本の酒のツマミになる話」#58       | 松本人志、岩尾望（フットボールアワー）、大悟（千鳥）、太田光代、風間俊介、紗栄子、田中卓志（アンガールズ）                              |                       |
| 第67回（284）(51)               | 4月29日  | 「人志松本の酒のツマミになる話」#59       | 松本人志、アンタッチャブル、酒井貴士（ザ・マミィ）、佐藤江梨子、粗品（霜降り明星）、花澤香菜                                            |                       |
| 第68回（285）(52)               | 5月6日   | 「人志松本の酒のツマミになる話」#60       | 松本人志、アンタッチャブル、瑛人、EXILE ATSUSHI、せいや（霜降り明星）、藤田ニコル                                                       |                       |
| 第69回（286）(53)               | 5月13日  | 「人志松本の酒のツマミになる話」#61       | 松本人志、千鳥、岡田結実、栗原恵、ジェジュン、高橋茂雄（サバンナ）                                                                      |                       |
| 第70回（287）(54)               | 5月20日  | 「人志松本の酒のツマミになる話」#62       | 松本人志、千鳥、長田庄平（チョコレートプラネット）、SAM（TRF）、中川翔子、山之内すず                                                    |                       |
| 第71回（288）(55)               | 5月27日  | 「人志松本の酒のツマミになる話」#63       | 松本人志、フットボールアワー、柏木由紀（AKB48）、神尾楓珠、長谷川忍（シソンヌ）、村重杏奈                                               |                       |
| 第72回（289）(56)               | 6月3日   | 「人志松本の酒のツマミになる話」#64       | 松本人志、フットボールアワー、狩野英孝、貴島明日香、戸次重幸、ファーストサマーウイカ                                                    |                       |
| 第73回（290）(57)               | 6月10日  | 「人志松本の酒のツマミになる話」#65       | 松本人志、霜降り明星、河井ゆずる（アインシュタイン）、貫地谷しほり、木村昴、河野純喜（JO1）                                             |                       |
| 第74回（291）(58)               | 6月17日  | 「人志松本の酒のツマミになる話」#66       | 松本人志、霜降り明星、伊集院光、片寄涼太（GENERATIONS from EXILE TRIBE）、工藤美桜、リリー（見取り図）                                  |                       |
| 第75回（292）(59)               | 6月24日  | 「人志松本の酒のツマミになる話」#67       | 松本人志、千鳥、秋元真夏（乃木坂46）、伊藤俊介（オズワルド）、神田愛花、野口五郎                                                        |                       |
| 第76回（293）(60)               | 7月1日   | 「人志松本の酒のツマミになる話」#68       | 松本人志、千鳥、梅沢富美男、王林、大倉士門、小宮浩信（三四郎）                                                                          |                       |
| 第77回（294）(61)               | 7月15日  | 「人志松本の酒のツマミになる話」#69       | 松本人志、フットボールアワー、大迫傑、岡部大（ハナコ）、谷まりあ、丸山桂里奈                                                            |                       |
| 第78回（295）(62)               | 7月22日  | 「人志松本の酒のツマミになる話」#70       | 松本人志、千鳥、蒼井翔太、橋本マナミ、松嶋尚美、吉村崇（平成ノブシコブシ）                                                              |                       |
| 第79回（296）(63)               | 7月29日  | 「人志松本の酒のツマミになる話」#71       | 松本人志、千鳥、有岡大貴（Hey! Say! JUMP）、黒沢薫（ゴスペラーズ）、津田篤宏（ダイアン）、トリンドル玲奈                                |                       |
| 第80回（297・緊急蔵出し版）(64) | 8月5日   | 「人志松本の酒のツマミになる話」#72       | 松本人志、フットボールアワー、SHOCK EYE（湘南乃風）、棚橋弘至、土屋アンナ、福田麻貴（3時のヒロイン）                                    | [ 注 9 ]              |
| 第81回（298）(65)               | 8月12日  | 「人志松本の酒のツマミになる話」#73       | 松本人志、千鳥、昴生（ミキ）、須賀健太、野々村友紀子、村重杏奈                                                                          |                       |
| 第82回（299）(66)               | 8月19日  | 「人志松本の酒のツマミになる話」#74       | 松本人志、千鳥、井桁弘恵、斉藤慎二（ジャングルポケット）、野村忠宏、ヒコロヒー                                                          |                       |
| 第83回（300）(67)               | 8月26日  | 「人志松本の酒のツマミになる話」#75       | 松本人志、川島明（麒麟）、大悟（千鳥）、渋谷凪咲（NMB48）、長州力、藤本敏史（FUJIWARA）、矢井田瞳                                       |                       |
| 第84回（301）(68)               | 9月2日   | 「人志松本の酒のツマミになる話」#76       | 松本人志、川島明（麒麟）、大悟（千鳥）、あの、ウエンツ瑛士、チャン・グンソク、水川かたまり（空気階段）                                  |                       |
| 第85回（302）(69)               | 9月9日   | 「人志松本の酒のツマミになる話」#77       | 松本人志、かまいたち、岡本圭人、水田信二（和牛）、ゆきぽよ、ROLAND                                                                      |                       |
| 第86回（303）(70)               | 9月16日  | 「人志松本の酒のツマミになる話」#78       | 松本人志、かまいたち、板野友美、河井ゆずる（アインシュタイン）、城田優、谷まりあ                                                        |                       |
| 第87回（304）(71)               | 9月30日  | 「人志松本の酒のツマミになる話」#79       | 松本人志、吉村崇（平成ノブシコブシ）、大悟（千鳥）、鬼龍院翔（ゴールデンボンバー）、近藤春菜（ハリセンボン）、HISASHI（GLAY）、松本若菜 |                       |
| 第88回（305）(72)               | 10月7日  | 「人志松本の酒のツマミになる話」#80       | 松本人志、吉村崇（平成ノブシコブシ）、大悟（千鳥）、柏木由紀（AKB48）、Chara、松尾駿（チョコレートプラネット）、與那城奨（JO1）         |                       |
| 第89回（306）(73)               | 10月14日 | 「人志松本の酒のツマミになる話 未公開話」 | | 22:58 - 23:52に放送。 |
| 第90回（307）(74)               | 10月21日 | 「人志松本の酒のツマミになる話」#81       | 松本人志、さまぁ〜ず、内田理央、王林、長谷川忍（シソンヌ）、呂布カルマ                                                                  |                       |
| 第91回（308）(75)               | 10月28日 | 「人志松本の酒のツマミになる話」#82       | 松本人志、さまぁ〜ず、高見沢俊彦（THE ALFEE）、Hiro（MY FIRST STORY）、水野美紀、やす子                                                 |                       |
| 第92回（309）(76)               | 11月4日  | 「人志松本の酒のツマミになる話」#83       | 松本人志、千鳥、ジェジュン、ヒコロヒー、藤田ニコル、堀口恭司                                                                            |                       |
| 第93回（310）(77)               | 11月11日 | 「人志松本の酒のツマミになる話」#84       | 松本人志、千鳥、陣内智則、辰巳雄大（ふぉ〜ゆ〜）、中島知子、ゆうちゃみ                                                                  |                       |
| 第94回（311）(78)               | 11月18日 | 「人志松本の酒のツマミになる話」#85       | 松本人志、アンタッチャブル、朝日奈央、井戸田潤（スピードワゴン）、井上咲楽、寺島しのぶ                                                  |                       |
| 第95回（312）(79)               | 11月25日 | 「人志松本の酒のツマミになる話」#86       | 松本人志、アンタッチャブル、岡野雅行、片寄涼太（GENERATIONS from EXILE TRIBE）、鈴木もぐら（空気階段）、村重杏奈                        |                       |
| 第96回（313）(80)               | 12月2日  | 「人志松本の酒のツマミになる話」#87       | 松本人志、千鳥、板野友美、春日俊彰（オードリー）、松田元太（Travis Japan）、ミッツ・マングローブ                                        |                       |
| 第97回（314）(81)               | 12月9日  | 「人志松本の酒のツマミになる話 未公開SP」 | |                       |
| 第98回（315）(82)               | 12月16日 | 「人志松本の酒のツマミになる話」#88       | 松本人志、千鳥、泉谷しげる、大塚寧々、筧利夫、吉岡秀隆                                                                                  |                       |

| 第99回（316）(83)   | 1月6日   | 「人志松本の酒のツマミになる話」#89                      | 松本人志、かまいたち、柄本佑、神田愛花、嶋佐和也（ニューヨーク）、中村ゆり                               |  |
| 第100回（317）(84)  | 1月13日  | 「人志松本の酒のツマミになる話」#90                      | 松本人志、かまいたち、川島海荷、コロッケ、杉谷拳士、りんたろー。（EXIT）                                 |  |
| 第101回（318）(85)  | 1月20日  | 「人志松本の酒のツマミになる話」#91                      | 松本人志、千鳥、狩野英孝、でか美ちゃん、西野未姫、Mr.マリック                                            |  |
| 第102回（319）(86)  | 1月27日  | 「人志松本の酒のツマミになる話」#92                      | 松本人志、千鳥、柏木由紀（AKB48）、下野紘、ハリウッドザコシショウ、槙野智章                              |  |
| 第103回（320）(87)  | 2月3日   | 「人志松本の酒のツマミになる話」#93                      | 松本人志、フットボールアワー、市川猿之助、薄幸（納言）、高橋健介、MIYAVI                                 |  |
| 第104回（321）(88)  | 2月10日  | 「人志松本の酒のツマミになる話」#94                      | 松本人志、フットボールアワー、井口浩之（ウエストランド）、柿澤勇人、立木文彦、野々村友紀子               |  |
| 第105回（322）(89)  | 2月17日  | 「人志松本の酒のツマミになる話」#95                      | 松本人志、千鳥、あの、EXILE SHOKICHI、新庄剛志、ゆりやんレトリィバァ                                     |  |
| 第106回（323）(90)  | 2月24日  | 「人志松本の酒のツマミになる話」#96                      | 松本人志、千鳥、浅香航大、勝地涼、野口聡一、村重杏奈                                                     |  |
| 第107回（324）(91)  | 3月3日   | 「豪華芸能人ツマミ話をおかわり!」                        | |  |
| 第108回（325）(92)  | 3月10日  | 「人志松本の酒のツマミになる話」#97                      | 松本人志、千鳥、河合郁人（A.B.C-Z）、皇治、酒井美紀、やす子                                              |  |
| 第109回（326）(93)  | 3月17日  | 「人志松本の酒のツマミになる話」#98                      | 松本人志、千鳥、伊藤俊介（オズワルド）、工藤美桜、大地真央、三浦獠太                                     |  |
| 第110回（327）(94)  | 3月24日  | 「人志松本の酒のツマミになる話」#99                      | 松本人志、かまいたち、叶美香、前田公輝、松村沙友理、呂布カルマ                                           |  |
| 第111回（328）(95)  | 3月31日  | 「人志松本の酒のツマミになる話」#100                     | 松本人志、かまいたち、紗栄子、佐藤景瑚（JO1）、天童よしみ、山添寛（相席スタート）                        |  |
| 第112回（329）(96)  | 4月7日   | 「人志松本の酒のツマミになる話」#101                     | 松本人志、アンタッチャブル、菊地亜美、バカリズム、原晋、矢吹奈子                                         |  |
| 第113回（330）(97)  | 4月14日  | 「人志松本の酒のツマミになる話」#102                     | 松本人志、アンタッチャブル、田中樹（SixTONES）、田中卓志（アンガールズ）、藤田ニコル、三浦翔平           |  |
| 第114回（331）(98)  | 4月21日  | 「人志松本の酒のツマミになる話」#103                     | 松本人志、フットボールアワー、稲垣吾郎、犬飼貴丈、昴生（ミキ）、ファーストサマーウイカ                   |  |
| 第115回（332）(99)  | 4月28日  | 「人志松本の酒のツマミになる話」#104                     | 松本人志、フットボールアワー、上地雄輔、渋谷龍太（SUPER BEAVER）、白河れい、藤本敏史（FUJIWARA）         |  |
| 第116回（333）(100) | 5月5日   | 「人志松本の酒のツマミになる話」#105                     | 松本人志、千鳥、荒川（エルフ）、加藤茶、木村昴、杉谷拳士                                                 |  |
| 第117回（334）(101) | 5月12日  | 「人志松本の酒のツマミになる話」#106                     | 松本人志、千鳥、大橋未歩、斉藤慎二（ジャングルポケット）、陣（THE RAMPAGE）、ベッキー                    |  |
| 第118回（335）(102) | 5月19日  | 「人志松本の酒のツマミになる話」#107                     | 松本人志、かまいたち、でか美ちゃん、ナダル（コロコロチキチキペッパーズ）、蛍原徹、山本彩                 |  |
| 第119回（335）(103) | 5月26日  | 「人志松本の酒のツマミになる話」#108                     | 松本人志、かまいたち、大野雄大（Da-iCE）、登坂絵莉、ゆうちゃみ、六角精児                                 |  |
| 第120回（336）(104) | 6月2日   | 「人志松本の酒のツマミになる話」#109                     | 松本人志、千鳥、板野友美、おいでやす小田、中島知子、横川尚隆                                             |  |
| 第121回（337）(105) | 6月9日   | 「人志松本の酒のツマミになる話」#110                     | 松本人志、千鳥、石崎ひゅーい、梅沢富美男、谷まりあ、松田元太（Travis Japan）                             |  |
| 第122回（338）(106) | 6月16日  | 「人志松本の酒のツマミになる話」#111                     | 松本人志、フットボールアワー、ELLY（三代目 J SOUL BROTHERS）、近藤千尋、古市憲寿、盛山晋太郎（見取り図） |  |
| 第123回（339）(107) | 6月23日  | 「人志松本の酒のツマミになる話」#112                     | 松本人志、フットボールアワー、蒼井翔太、鈴木奈々、ギャロップ                                             |  |
| 第124回（340）(108) | 6月30日  | 「人志松本の酒のツマミになる話」#113                     | 松本人志、千鳥、岩井勇気（ハライチ）、大橋卓弥（スキマスイッチ）、岡本圭人                               |  |
| 第125回（341）(109) | 7月14日  | 「人志松本の酒のツマミになる話」#114                     | 松本人志、千鳥、数原龍友（GENERATIONS from EXILE TRIBE）、川崎鷹也、滝沢秀一（マシンガンズ）、村重杏奈   |  |
| 第126回（342）(110) | 7月21日  | 「人志松本の酒のツマミになる話」#115                     | 松本人志、霜降り明星、生駒里奈、一ノ瀬ワタル、大倉士門、下野紘                                           |  |
| 第127回（343）(111) | 7月28日  | 「人志松本の酒のツマミになる話」#116                     | 松本人志、霜降り明星、栗原恵、原口あきまさ、宮近海斗（Travis Japan）、渡辺隆（錦鯉）                     |  |
| 第128回（344）(112) | 8月4日   | 「人志松本の酒のツマミになる話」#117                     | 松本人志、さまぁ〜ず、シシド・カフカ、Zeebra、でか美ちゃん、とにかく明るい安村                           |  |
| 第129回（345）(113) | 8月11日  | 「人志松本の酒のツマミになる話」#118                     | 松本人志、さまぁ〜ず、伊藤俊介（オズワルド）、陣（THE RAMPAGE）、SUGIZO、和田明日香                      |  |
| 第130回（346）(114) | 8月18日  | 「名場面一挙公開！おかわりしたい話SP」                   | |  |
| 第131回（346）(115) | 8月25日  | 「人志松本の酒のツマミになる話」#119                     | 松本人志、千鳥、尾形貴弘（パンサー）、ハシヤスメ・アツコ、堀口恭司、和田正人                             |  |
| 第132回（347）(116) | 9月1日   | 「人志松本の酒のツマミになる話」#120                     | 松本人志、千鳥、岡田紗佳、嶋佐和也（ニューヨーク）、DAIGO、長州力                                        |  |
| 第133回（348）(117) | 9月8日   | 「人志松本の酒のツマミになる話」#121                     | 松本人志、アンタッチャブル、伊藤英明、佐藤大樹（FANTASTICS）、ヒコロヒー、松村沙友理                     |  |
| 第134回（349）(118) | 9月15日  | 「人志松本の酒のツマミになる話」#122                     | 松本人志、アンタッチャブル、瑛人、春日俊彰（オードリー）、竹中雄大（Novelbright）、トリンドル玲奈        |  |
| 第135回（350）(119) | 9月22日  | 「入手困難でプレミア化!? ダウンタウン&千鳥グッズ品評会」 | |  |
| 第136回（351）(120) | 9月29日  | 「人志松本の酒のツマミになる話」#123                     | 松本人志、千鳥、福永祐一、真木よう子、森田哲矢（さらば青春の光）、ゆうちゃみ                             |  |
| 第137回（352）(121) | 10月13日 | 「人志松本の酒のツマミになる話」#124                     | 松本人志、千鳥、EXILE NAOTO（EXILE/三代目 J SOUL BROTHERS）、吉瀬美智子、剛力彩芽、横川尚隆              |  |
| 第138回（353）(122) | 10月20日 | 「人志松本の酒のツマミになる話」#125                     | 松本人志、フットボールアワー、家入レオ、おばたのお兄さん、菊地亜美、立木文彦                             |  |
| 第139回（354）(123) | 10月27日 | 「人志松本の酒のツマミになる話」#126                     | 松本人志、フットボールアワー、井上咲楽、カンニング竹山、駿河太郎、松田元太（Travis Japan）               |  |
| 第140回（355）(124) | 11月3日  | 「人志松本の酒のツマミになる話」#127                     | 松本人志、千鳥、ジェジュン、藤本敏史（FUJIWARA）、マキタスポーツ、村重杏奈                               |  |
| 第141回（356）(125) | 11月10日 | 「人志松本の酒のツマミになる話」#128                     | 松本人志、千鳥、神田愛花、なえなの、ヒャダイン、矢作兼（おぎやはぎ）                                     |  |
| 第142回（357）(126) | 11月17日 | 「人志松本の酒のツマミになる話」#129                     | 松本人志、千鳥、狩野英孝、那須川天心、山之内すず、和田アキ子                                             |  |
| 第143回（358）(127) | 11月24日 | 「人志松本の酒のツマミになる話」#130                     | 松本人志、千鳥、小木博明（おぎやはぎ）、GACKT、簡秀吉、谷まりあ                                          |  |
| 第144回（359）(128) | 12月1日  | 「人志松本の酒のツマミになる話」#131                     | 松本人志、フットボールアワー、朝日奈央、菊川怜、サルゴリラ、武田真治                                     |  |
| 第145回（360）(129) | 12月8日  | 「人志松本の酒のツマミになる話」#132                     | 松本人志、フットボールアワー、犬飼貴丈、澤穂希、松尾駿（チョコレートプラネット）、呂布カルマ             |  |
| 第146回（361）(130) | 12月15日 | 「2023年 世間をざわつかせた大事件簿SP！」                | |  |
| 第147回（362）(131) | 12月29日 | 「2時間スペシャル in 福岡」                              | 松本人志、千鳥、黒木瞳、椎名林檎、山田孝之、カンニング竹山、小峠英二（バイきんぐ）、バカリズム、村重杏奈 |  |

| 第148回（363）(132) | 1月5日   | 「大忘年会延長戦 in 福岡！」         | 松本人志、千鳥、カンニング竹山、小峠英二（バイきんぐ）、黒木瞳、バカリズム、村重杏奈、山田孝之                                                          |                       |
| 第149回（364）(133) | 1月12日  | 「人志松本の酒のツマミになる話」#133 | 松本人志、千鳥、木村昴、TAKUMA（10-FEET）、西堀亮（マシンガンズ）、藤田ニコル                                                                           |                       |
| 第150回（365）(134) | 1月19日  | 「人志松本の酒のツマミになる話」#134 | 松本人志、千鳥、新庄剛志、徳永ゆうき、ナダル（コロコロチキチキペッパーズ）、ベッキー                                                                    |                       |
| 第151回（366）(135) | 1月26日  | 「人志松本の酒のツマミになる話」#135 | 松本人志、フットボールアワー、すがちゃん最高No.1（ぱーてぃーちゃん）、野口聡一、野村周平、ゆうちゃみ                                                    |                       |
| 第152回（367）(136) | 2月2日   | 「人志松本の酒のツマミになる話」#136 | 松本人志、フットボールアワー、岩城滉一、尾形貴弘（パンサー）、押切もえ、ROLAND                                                                          |                       |
| 第153回（368）(137) | 2月9日   | 「酒のツマミになる話」#137           | 千鳥、井上咲楽、陣（THE RAMPAGE）、浪川大輔、令和ロマン                                                                                                 |                       |
| 第154回（369）(138) | 2月16日  | 「酒のツマミになる話」#138           | 千鳥、後藤輝基（フットボールアワー）、伊藤俊介（オズワルド）、鈴木おさむ、なえなの、増田貴久（NEWS）                                                    |                       |
| 第155回（370）(139) | 2月23日  | 「酒のツマミになる話」#139           | 千鳥（大悟）、アンタッチャブル、鬼龍院翔（ゴールデンボンバー）、たけうちほのか、鳥谷敬、ヒコロヒー                                                      |                       |
| 第156回（371）(140) | 3月1日   | 「酒のツマミになる話」#140           | 千鳥（大悟）、アンタッチャブル、アオイヤマダ、サーヤ（ラランド）、野村忠宏、渡辺裕太                                                                    |                       |
| 第157回（372）(141) | 3月8日   | 「酒のツマミになる話」#141           | 千鳥、ウエンツ瑛士、ケンドーコバヤシ、酒井美紀、髙木菜那、森田哲矢（さらば青春の光）                                                                    |                       |
| 第158回（372）(142) | 3月15日  | 「酒のツマミになる話」#142           | 千鳥、河井ゆずる（アインシュタイン）、国山ハセン、小籔千豊、トリンドル玲奈、松田元太（Travis Japan）                                                    |                       |
| 第159回（373）(143) | 3月22日  | 「酒のツマミになる話」#143           | 大悟（千鳥）、ダイアン、浅野いにお、あの、アンミカ、岩井勇気（ハライチ）                                                                                |                       |
| 第160回（374）(144) | 3月29日  | 「酒のツマミになる話」#144           | 大悟（千鳥）、ダイアン、風間俊介、夏菜、長谷川忍（シソンヌ）、丸山桂里奈                                                                                |                       |
| 第161回（375）(145) | 4月5日   | 「酒のツマミになる話」#145           | 千鳥、王林、小籔千豊、こやまたくや（ヤバイTシャツ屋さん）、中島知子、Hiro（MY FIRST STORY）                                                             |                       |
| 第162回（376）(146) | 4月12日  | 「酒のツマミになる話」#146           | 千鳥、粗品（霜降り明星）、蛍原徹、森香澄、山田邦子、横川尚隆                                                                                            |                       |
| 第163回（377）(147) | 4月19日  | 「酒のツマミになる話」#147           | 大悟（千鳥）、アンタッチャブル、澤部佑（ハライチ）、 PORIN（Awesome City Club）、槙野智章、矢本悠馬                                                     |                       |
| 第164回（378）(148) | 4月26日  | 「酒のツマミになる話」#148           | 大悟（千鳥）、アンタッチャブル、数原龍友（GENERATIONS from EXILE TRIBE）、でか美ちゃん、浜野謙太、矢作兼（おぎやはぎ）                                  |                       |
| 第165回（379）(149) | 5月3日   | 「酒のツマミになる話」#149           | 千鳥、井上芳雄、大野雄大（Da-iCE）、川島明（麒麟）、長谷川京子、やす子                                                                                  |                       |
| 第166回（380）(150) | 5月10日  | 「酒のツマミになる話」#150           | 千鳥、青木崇高、あの、小峠英二（バイきんぐ）、松倉海斗（Travis Japan）、吉村崇（平成ノブシコブシ）                                                      |                       |
| 第167回（381）(151) | 5月17日  | 「酒のツマミになる話」#151           | 大悟（千鳥）、フットボールアワー、あんり（ぼる塾）、二階堂高嗣（Kis-My-Ft2）、西洸人（INI）、博多大吉（博多華丸・大吉）                                 |                       |
| 第168回（382）(152) | 5月24日  | 「酒のツマミになる話」#152           | 大悟（千鳥）、フットボールアワー、柏木由紀、勝俣州和、剛力彩芽、信子（ぱーてぃーちゃん）                                                                |                       |
| 第169回（383）(153) | 5月31日  | 「酒のツマミになる話」#153           | 千鳥、伊藤歩、岡田紗佳、小杉竜一（ブラックマヨネーズ）、澤部佑（ハライチ）、中島颯太（FANTASTICS）                                                      |                       |
| 第170回（384）(154) | 6月7日   | 「酒のツマミになる話」#154           | 千鳥、IKKO、小木博明（おぎやはぎ）、香音、きょん（コットン）、ゆうちゃみ                                                                                |                       |
| 第171回（385）(155) | 6月14日  | 「酒のツマミになる話」#155           | 大悟（千鳥）、フットボールアワー、神田愛花、小瀧望（WEST.）、関根勤、髙比良くるま（令和ロマン）                                                         |                       |
| 第172回（386）(156) | 6月21日  | 「酒のツマミになる話」#156           | 大悟（千鳥）、フットボールアワー、菊川怜、せいや（霜降り明星）、田中美久、八乙女光（Hey! Say! JUMP）                                                    |                       |
| 第173回（387）(157) | 7月5日   | 「酒のツマミになる話」#157           | 千鳥、いしのようこ、石原良純、小籔千豊、谷まりあ、野田クリスタル（マヂカルラブリー）                                                                    | 22:13 - 23:07に放送。 |
| 第174回（388）(158) | 7月12日  | 「酒のツマミになる話」#158           | 千鳥、ガクテンソク、清塚信也、高橋真麻、長谷川忍（シソンヌ）、森香澄                                                                                    |                       |
| 第175回（389）(159) | 7月19日  | 「酒のツマミになる話」#159           | 千鳥、篠原ともえ、陣（THE RAMPAGE）、すみれ、関太（タイムマシーン3号）、高橋茂雄（サバンナ）                                                            |                       |
| 第176回（390）(160) | 7月26日  | 「酒のツマミになる話」#160           | 千鳥、飯尾和樹（ずん）、内田理央、GACKT、平井理央、松田元太（Travis Japan）                                                                             |                       |
| 第177回（391）(161) | 8月2日   | 「酒のツマミになる話」#161           | 「未公開大放出スペシャル」 |                       |
| 第178回（392）(162) | 8月9日   | 「酒のツマミになる話」#162           | 大悟（千鳥）、バカリズム、狩野英孝、梅沢富美男、おいでやす小田、なえなの、本田望結                                                                      |                       |
| 第179回（393）(163) | 8月16日  | 「酒のツマミになる話」#163           | 大悟（千鳥）、バカリズム、狩野英孝、井上咲楽、EXILE TAKAHIRO、大久保佳代子（オアシズ）、尾形貴弘（パンサー）                                            |                       |
| 第180回（394）(164) | 8月23日  | 「酒のツマミになる話」#164           | 千鳥、佐藤隆太、ザ・パンチ、澤部佑（ハライチ）、西畑大吾（なにわ男子）、藤田ニコル                                                                      |                       |
| 第181回（395）(165) | 8月30日  | 「酒のツマミになる話」#165           | 千鳥、瑛人、櫻井優衣（FRUITS ZIPPER）、久本雅美、藤本敏史（FUJIWARA）、吉村崇（平成ノブシコブシ）                                                       |                       |
| 第182回（396）(166) | 9月6日   | 「酒のツマミになる話」#166           | 千鳥、瀬戸康史、津田篤宏（ダイアン）、夏菜、新山（さや香）、三谷幸喜                                                                                    |                       |
| 第183回（397）(167) | 9月13日  | 「酒のツマミになる話」#167           | 千鳥、岡本圭人、小峠英二（バイきんぐ）、サーヤ（ラランド）、白洲迅、中島知子                                                                            |                       |
| 第184回（398）(168) | 10月11日 | 「酒のツマミになる話」#168           | 千鳥、ウルフ・アロン、江村美咲、叶姉妹、川島明（麒麟）、清春、桐生祥秀、博多華丸（博多華丸・大吉）、東出昌大、松村沙友理、やす子、横山裕（SUPER EIGHT） |                       |
| 第185回（399）(169) | 10月18日 | 「酒のツマミになる話」#169           | 千鳥、髙田真希、徳井義実（チュートリアル）、戸谷菊之介、ファーストサマーウイカ、吉村崇（平成ノブシコブシ）                                              |                       |
| 第186回（400）(170) | 10月25日 | 「酒のツマミになる話」#170           | 千鳥、えなこ、小峠英二（バイきんぐ）、鳥谷敬、ヒコロヒー、松田元太（Travis Japan）                                                                      |                       |
| 第187回（401）(171) | 11月1日  | 「酒のツマミになる話」#171           | 大悟（千鳥）、アンタッチャブル、片寄涼太（GENERATIONS from EXILE TRIBE）、高城れに（ももいろクローバーZ）、浪川大輔、ふくらP                            |                       |
| 第188回（402）(172) | 11月8日  | 「酒のツマミになる話」#172           | 大悟（千鳥）、アンタッチャブル、伊集院光、ジェシー（SixTONES）、チャンソン（2PM）、ゆうちゃみ                                                           |                       |
| 第189回（403）(173) | 11月15日 | 「酒のツマミになる話」#173           | 大悟（千鳥）、かまいたち、飯島直子、小沢仁志、昴生（ミキ）、柳葉敏郎、矢本悠馬                                                                          |                       |
| 第190回（404）(174) | 11月22日 | 「酒のツマミになる話」#174           | 大悟（千鳥）、かまいたち、柏木由紀、秦基博、光浦靖子（オアシズ）、ラブレターズ                                                                          |                       |
| 第191回（405）(175) | 11月29日 | 「酒のツマミになる話」#175           | 千鳥、澤部佑（ハライチ）、スヨン（少女時代）、永野、観月ありさ、森香澄                                                                                  |                       |
| 第192回（406）(176) | 12月6日  | 「酒のツマミになる話」#176           | 千鳥、ウエンツ瑛士、大友花恋、砂田将宏（BALLISTIK BOYZ）、関根勤、東方神起                                                                              |                       |
| 第193回（407）(177) | 12月13日 | 「2024年大事件簿SP！」               | |                       |

| 第194回（408）(178) | 1月10日 | 「酒のツマミになる話」#177    | 千鳥、市川紗椰、木村昴、新庄剛志、出川哲朗、八木勇征（FANTASTICS）                                                          |  |
| 第195回（409）(179) | 1月17日 | 「酒のツマミになる話」#178    | 千鳥、Shigekix、谷まりあ、出川哲朗、村上（マヂカルラブリー）、宮舘涼太（Snow Man）                                          |  |
| 第196回（410）(180) | 1月24日 | 「酒のツマミになる話」#179    | 大悟（千鳥）、フットボールアワー、あの、簡秀吉、金ちゃん（鬼越トマホーク）、南野陽子                                        |  |
| 第197回（411）(181) | 1月31日 | 「酒のツマミになる話」#180    | 大悟（千鳥）、フットボールアワー、久保田かずのぶ（とろサーモン）、夏菜、松丸亮吾、三山凌輝                                  |  |
| 第198回（412）(182) | 2月7日  | 「酒のツマミになる話」#181    | 千鳥、大友花恋、杉谷拳士、西田幸治（笑い飯）、長谷川京子、令和ロマン                                                        |  |
| 第199回（413）(183) | 2月14日 | 「酒のツマミになる話」#182    | 千鳥、国生さゆり、澤部佑（ハライチ）、野呂佳代、本田真凜、森香澄                                                            |  |
| 第200回（414）(184) | 2月21日 | 「酒のツマミになる話」#183    | 大悟（千鳥）、フットボールアワー、王林、狩野英孝、新浜レオン、原晋                                                          |  |
| 第201回（415）(185) | 2月28日 | 「酒のツマミになる話」#184    | 大悟（千鳥）、フットボールアワー、稲村亜美、EXILE TAKAHIRO、なえなの、吉村崇（平成ノブシコブシ）                            |  |
| 第202回（416）(186) | 3月7日  | 「酒のツマミになる話」#185    | 千鳥、あの、宇野昌磨、GACKT、永野、バカリズム                                                                               |  |
| 第203回（417）(187) | 3月14日 | 「酒のツマミになる話」#186    | 千鳥、稲田美紀（紅しょうが）、北山宏光、中島知子、バカリズム、福田麻貴（3時のヒロイン）                                     |  |
| 第204回（418）(188) | 4月4日  | 「酒のツマミになる話」#187    | 千鳥、石原良純、バッテリィズ、藤田ニコル、松田元太（Travis Japan）、屋敷裕政（ニューヨーク）                                |  |
| 第205回（419）(189) | 4月11日 | 「酒のツマミになる話」#188    | 千鳥、伊沢拓司、宇垣美里、大野雄大（Da-iCE）、尾形貴弘（パンサー）、嶋佐和也（ニューヨーク）                                |  |
| 第206回（420）(190) | 4月18日 | 「酒のツマミになる話」#189    | 大悟（千鳥）、フットボールアワー、EXILE NAOTO（EXILE/三代目 J SOUL BROTHERS）、大森南朋、中川安奈、松井ケムリ（令和ロマン） |  |
| 第207回（421）(191) | 4月25日 | 「酒のツマミになる話」#190    | 大悟（千鳥）、フットボールアワー、えなこ、勝地涼、角田夏実、ベッキー                                                        |  |
| 第208回（422）(192) | 5月2日  | 豪華芸能人 未公開トーク放出SP | |  |
| 第209回（423）(193) | 5月9日  | 「酒のツマミになる話」#191    | 千鳥、重盛さと美、綱啓永、徳井義実（チュートリアル）、長谷川忍（シソンヌ）、ヒコロヒー                                      |  |
| 第210回（424）(194) | 5月16日 | 「酒のツマミになる話」#192    | 千鳥、浦川翔平（THE RAMPAGE）、田渕章裕（インディアンス）、博多大吉（博多華丸・大吉）、松村沙友理、和田アキ子               |  |
| 第211回（425）(195) | 5月23日 | 「酒のツマミになる話」#193    | 大悟（千鳥）、大久保佳代子（オアシズ）、笠松将、髙田真希、トリンドル玲奈、ハライチ                                          |  |
| 第212回（426）(196) | 6月6日  | 「酒のツマミになる話」#194    | 大悟（千鳥）、阪口珠美、高橋茂雄（サバンナ）、夏菜、二階堂高嗣（Kis-My-Ft2）、ハライチ                                      |  |
| 第213回（427）(197) | 6月13日 | 「酒のツマミになる話」#195    | 千鳥、上田竜也、小関裕太、友田オレ、なえなの、バカリズム                                                                    |  |
| 第214回（428）(198) | 6月13日 | 「酒のツマミになる話」#196    | 千鳥、上田竜也、小関裕太、友田オレ、なえなの、バカリズム                                                                    |  |
| 第215回（429）(199) | 6月20日 | 「酒のツマミになる話」#197    | 千鳥、大橋和也（なにわ男子）、岡田紗佳、蛍原徹、前田裕二、やす子                                                            |  |
| 第216回（430）(200) | 6月27日 | 「酒のツマミになる話」#198    | 大悟（千鳥）、かまいたち、木村昴、小杉竜一（ブラックマヨネーズ）、竹財輝之助、千葉恵里（AKB48）                             |  |
| 第217回（431）(201) | 7月11日 | 「酒のツマミになる話」#199    | 大悟（千鳥）、かまいたち、河井ゆずる（アインシュタイン）、DAIGO、原沙知絵、ゆうちゃみ                                       |  |
| 第218回（432）(202) | 7月18日 | 「酒のツマミになる話」#200    | 千鳥、あの、石原良純、今田耕司、風間俊介、川島明（麒麟）、神田愛花、小泉孝太郎、林遣都、ホラン千秋、村上信五（SUPER EIGHT） |  |
| 第219回（433）(203) | 8月1日  | 「酒のツマミになる話」#201    | 千鳥、王林、久保田かずのぶ（とろサーモン）、下野紘、松倉海斗（Travis Japan）、森香澄                                        |  |
| 第220回（434）(204) | 8月8日  | 「酒のツマミになる話」#202    | 千鳥、宇垣美里、大友花恋、重盛さと美、陣（THE RANPAGE）、中山秀征                                                           |  |
| 第221回（435）(205) | 8月15日 | 「酒のツマミになる話」#203    | 大悟（千鳥）、ツートライブ、岩橋玄樹、近藤千尋、矢井田瞳、リリー（見取り図）                                                |  |

## ネット局と放送時間
| 放送対象地域  | 放送局                    | 系列                          | 放送日時                     | ネット状況 | 備考      |
| ------------- | ------------------------- | ----------------------------- | ---------------------------- | ---------- | --------- |
| 関東広域圏    | フジテレビ（CX）          | フジテレビ系列                | 金曜 21:55 - 22:52           | 制作局     | 制作局    |
| 北海道        | 北海道文化放送（uhb）     | フジテレビ系列                | 金曜 21:55 - 22:52           | 同時ネット |           |
| 岩手県        | 岩手めんこいテレビ（mit） | フジテレビ系列                | 金曜 21:55 - 22:52           | 同時ネット |           |
| 宮城県        | 仙台放送（OX）            | フジテレビ系列                | 金曜 21:55 - 22:52           | 同時ネット |           |
| 秋田県        | 秋田テレビ（AKT）         | フジテレビ系列                | 金曜 21:55 - 22:52           | 同時ネット |           |
| 山形県        | さくらんぼテレビ（SAY）   | フジテレビ系列                | 金曜 21:55 - 22:52           | 同時ネット |           |
| 福島県        | 福島テレビ（FTV）         | フジテレビ系列                | 金曜 21:55 - 22:52           | 同時ネット |           |
| 新潟県        | NST新潟総合テレビ（NST）  | フジテレビ系列                | 金曜 21:55 - 22:52           | 同時ネット |           |
| 長野県        | 長野放送（NBS）           | フジテレビ系列                | 金曜 21:55 - 22:52           | 同時ネット |           |
| 静岡県        | テレビ静岡（SUT）         | フジテレビ系列                | 金曜 21:55 - 22:52           | 同時ネット |           |
| 富山県        | 富山テレビ（BBT）         | フジテレビ系列                | 金曜 21:55 - 22:52           | 同時ネット |           |
| 石川県        | 石川テレビ（ITC）         | フジテレビ系列                | 金曜 21:55 - 22:52           | 同時ネット | [ 注 15 ] |
| 福井県        | 福井テレビ（FTB）         | フジテレビ系列                | 金曜 21:55 - 22:52           | 同時ネット |           |
| 中京広域圏    | 東海テレビ（THK）         | フジテレビ系列                | 金曜 21:55 - 22:52           | 同時ネット |           |
| 近畿広域圏    | 関西テレビ（KTV）         | フジテレビ系列                | 金曜 21:55 - 22:52           | 同時ネット |           |
| 鳥取県 島根県 | さんいん中央テレビ（TSK） | フジテレビ系列                | 金曜 21:55 - 22:52           | 同時ネット |           |
| 岡山県 香川県 | 岡山放送（OHK）           | フジテレビ系列                | 金曜 21:55 - 22:52           | 同時ネット |           |
| 広島県        | テレビ新広島（tss）       | フジテレビ系列                | 金曜 21:55 - 22:52           | 同時ネット |           |
| 愛媛県        | テレビ愛媛（EBC）         | フジテレビ系列                | 金曜 21:55 - 22:52           | 同時ネット |           |
| 高知県        | 高知さんさんテレビ（KSS） | フジテレビ系列                | 金曜 21:55 - 22:52           | 同時ネット |           |
| 福岡県        | テレビ西日本（TNC）       | フジテレビ系列                | 金曜 21:55 - 22:52           | 同時ネット |           |
| 佐賀県        | サガテレビ（STS）         | フジテレビ系列                | 金曜 21:55 - 22:52           | 同時ネット |           |
| 長崎県        | テレビ長崎（KTN）         | フジテレビ系列                | 金曜 21:55 - 22:52           | 同時ネット |           |
| 熊本県        | テレビ熊本（TKU）         | フジテレビ系列                | 金曜 21:55 - 22:52           | 同時ネット |           |
| 鹿児島県      | 鹿児島テレビ（KTS）       | フジテレビ系列                | 金曜 21:55 - 22:52           | 同時ネット |           |
| 沖縄県        | 沖縄テレビ（OTV）         | フジテレビ系列                | 金曜 21:55 - 22:52           | 同時ネット |           |
| 大分県        | テレビ大分（TOS）         | フジテレビ系列 日本テレビ系列 | 金曜 21:55 - 22:52           | 同時ネット |           |
| 青森県        | 青森放送（RAB）           | 日本テレビ系列                | 水曜 0:54 - 1:51（火曜深夜） | 遅れネット | [ 注 16 ] |
| 山梨県        | テレビ山梨（UTY）         | TBS系列                       | 火曜 0:25 - 1:20（月曜深夜） | 遅れネット | [ 注 17 ] |
| 山口県        | テレビ山口（tys）         | TBS系列                       | 月曜 23:56 - 翌0:53          | 遅れネット | [ 注 18 ] |

- 枠移動前に2時間スペシャル放送時は、19時台がローカルセールス枠のため、19:57飛び乗りの局はフジテレビからの57分短縮版を裏送りで放送することがあった[注 19]。

## その他
- 「ほぼ生放送」時代番組内で流れるBGMやCM前のアイキャッチなどでBOOM BOOM SATELLITESの楽曲である「kick it out」が頻繁に使用されており、クレジット表記は無いながら実質番組のテーマソングとして機能していた。
- 番組開始当初は、「ほぼ生放送」であったため字幕放送は行われていなかったが、2015年8月28日・10月9日放送分の「お悩みハシゴ酒 2時間SP」の回で初めて字幕放送が実施された。それ以降「お悩みハシゴ酒」→「本音でハシゴ酒」の回に限り字幕放送が実施されている（10月16日放送分はレギュラー回においても実施される）。なお2017年10月13日放送分の2時間半スペシャルはほぼ生放送時代に実施されなかった、リアルタイム字幕放送を使用している[注 20]。
- 2017年1月27日第54回放送分(22時台枠移動後初回)からロゴが2代目のものに変更された。
- 2019年1月18日放送回でアパホテル社長の元谷芙美子と交友関係がある主な著名人を紹介する際に、その中の一人として愛知県知事の大村秀章を写真とアナウンスで放映したが、放送当時は愛知県知事選挙の期間中であり[注 21]、大村も知事選に立候補していたため、公平性を問題視する意見が放送倫理・番組向上機構（BPO）などに寄せられる事態となり、後日フジテレビが謝罪すると共に再発防止策を講じる事となった[6][7]。